# Ludger Duvernay
Pour les articles homonymes, voir Duvernay et Ludger (homonymie).
Ludger Duvernay, né le 22 janvier 1799 à Verchères et mort le 28 novembre 1852 à Montréal, est un imprimeur, un éditeur, un journaliste, et un homme politique du Bas-Canada. Il est député à la Chambre d'assemblée du Bas-Canada pour le Parti patriote, responsable de la publication du journal La Minerve et l'un des fondateurs de la Société Saint-Jean-Baptiste de Montréal.

## Biographie

### Origines, enfance et formation

#### Origines familiales
Du côté paternel, Ludger Duvernay est issu de la sixième génération de la famille Crevier-Duvernay. Son premier ancêtre en sol québécois était Christophe Crevier, arrivé en Nouvelle-France en 1639, accompagné par sa femme, Jeanne Énard. Boulanger de profession, Christophe Crevier s'installa rapidement sur une concession lui ayant été accordée à l'île Saint-Christophe, directement à l'embouchure de la rivière Saint-Maurice. De cette première souche familiale en Mauricie, les fils de Christophe s'établirent à Saint-François-du-Lac, au Cap-de-la-Madeleine et dans les environs de Montréal. C'est à cette dernière branche de la famille Crevier à laquelle se rattache Ludger Duvernay. Le patronyme Duvernay serait apparu une première fois comme surnom, en 1675, dans un acte de vente contresigné par le fils de Christophe, Jean-Baptiste. L'emploi du nouveau patronyme débuta alors ainsi.
La famille Crevier-Duvernay avait été active dans la traite des fourrures et le notariat. Ainsi, Jean-Baptiste Crevier sera un commerçant de fourrure dans la région de Montréal. Son petit fils, Jacques Crevier Duvernay reçut une commission de notaire royal de la part de l'Intendant Gilles Hocquart en 1748. La charge se transmit ensuite au fils de Jacques, Pierre, qui pratiqua le notariat entre 1762 et 1801 sur la Rive-Sud de Montréal.

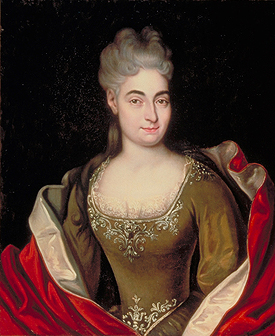
Élisabeth Bégon, autrice épistolaire reconnue et ancêtre maternelle de Ludger Duvernay.

Du côté maternel, Ludger Duvernay est issu d'une famille de la « petite-noblesse » de la Champagne, en France. Le premier ancêtre maternel de Duvernay s'étant établi en Nouvelle-France était Étienne Rocbert de la Morandière, nommé garde-magasinier du magasin du roi à Montréal en 1690 et débarqué aussitôt pour y occuper ses fonctions. Rocbert de la Morandière mit ensuite sur pied une prospère maison de commerce et bénéficia d'une situation enviable sur le plan économique, héritage qu'il légua par la suite à ses fils, notamment Louis-Joseph, qui reprendra sa charge de magasinier du magasin du roi. Une des filles d'Étienne, Élisabeth Bégon, épousa un personnage important de la colonie, Claude-Michel Bégon de la Cour, lieutenant de vaisseau dans la Marine française qui était devenu gouverneur des Trois-Rivières en 1743. Élisabeth passa à la postérité pour ses relations épistolaires, dont les Lettres au cher fils, qui donnèrent un aperçu, à travers la correspondance, de la vie d'une laïque - fait rare - lors des dernières années du Régime français en Nouvelle-France. Le grand-père maternel de Ludger, François-Abel-Étienne Rocbert de La Morandière a pour sa part été lieutenant dans les troupes de la Marine, dirigeant un bataillon envoyé pour combattre Pontiac, en sa qualité de capitaine.

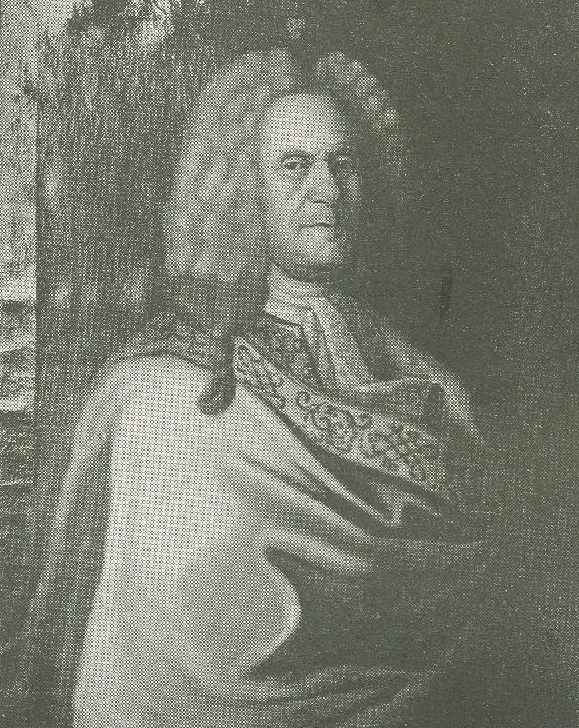
Étienne Rocbert de la Morandière, ancêtre maternel de Ludger Duvernay.

#### Un milieu familial modeste
La famille Duvernay-Rocbert de La Morandière est établie dans le village de Verchères, sur la Rive-Sud de Montréal. Joseph-Marie Duvernay a uni son destin, en secondes noces, avec celui de Marie-Anne-Julie Rocbert de La Morandière, le 17 avril 1792, à Varennes.
Très peu de choses sont connues à propos de l'enfance de Ludger Duvernay. Son père, Joseph Crevier Duvernay, était à la fois cultivateur et maître-charpentier. Bien que la prospérité ne fut pas toujours au rendez-vous, il semble que le foyer réussissait à vivre dans une aisance relative. La famille Duvernay, comme toutes les familles de cultivateurs de l'époque, était soumise aux fluctuations de la demande du grain sur le marché impérial . Le début des années 1800 est relativement propice aux rendements, mais la chute des prix et de la demande des produits agricoles au début des années 1810 créent des conditions économiques bien plus difficiles pour les familles rurales de la vallée du Saint-Laurent.

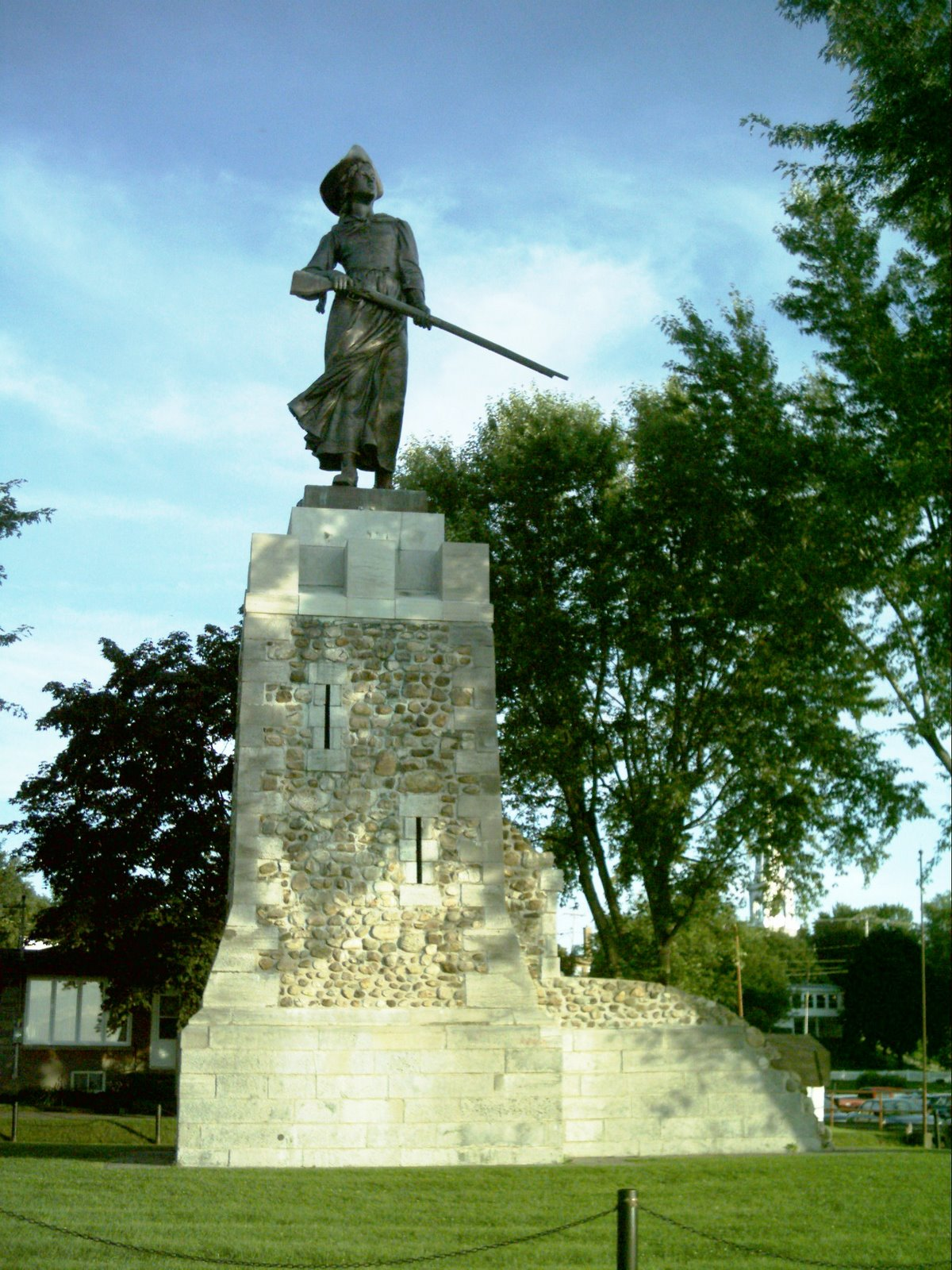
Monument à la mémoire de Madeleine de Verchères, situé dans le village natal de Ludger Duvernay sur la Rive-Sud de Montréal.

#### Éducation
Malgré la modestie dans laquelle évolue la famille, il semble que l'éducation était placée au premier rang des préoccupations des parents du jeune Ludger. Sa mère, Marie-Anne-Julie Rocbert de La Morandière, souhaitait ardemment que ses enfants puissent mener des carrières dans les professions libérales.
Il semble que le jeune Ludger reçut d'abord une éducation catholique assez rudimentaire auprès du curé de la paroisse Saint-François-Xavier de Verchères.

##### L'instituteur Labadie, une influence hâtive et un concours important pour la suite
En plus des cours rudimentaires qu'il reçoit de la part du curé du village, le jeune Duvernay bénéficie de l'enseignement d'un instituteur réputé du Québec d'alors, Louis Généreux Labadie.
Labadie était alors un instituteur de grand renom au Bas-Canada. En grande demande pour fonder et mener des écoles paroissiales, il fut instituteur dans de nombreuses villes telles que Rivière-Ouelle, Kamouraska, Berthierville, Saint-Eustache et Varennes. En dehors de ses activités d'enseignement, il rédigeait des poèmes patriotiques en l'honneur du roi George III et des gouverneurs de la colonie, ce qui lui valut le sobriquet d'« instituteur patriotique ».
L'instituteur, qui jouit d'une grande réputation à l'échelle du Bas-Canada, devient rapidement une référence en matière de pédagogie. C'est à Verchères, chez Ludger Duvernay qu'il trouve vraisemblablement un étudiant doué. Il est parfois noté que le seul véritable bagage intellectuel « scolaire » de Ludger se trouve dans l'enseignement de Labadie, et ce, malgré son caractère sommaire. En effet, le journal de l'instituteur démontre bien qu'il connaissait bien mal les règles de grammaire et de conjugaison du français écrit.
C'est probablement Labadie qui agit comme le plus grand partisan de l'introduction de Duvernay dans le monde de l'imprimerie. D'abord, il est vraisemblable que ce soit à l'école de l'instituteur que Duvernay se passionna pour la presse écrite. L'absence de livres, en raison de leur coût et de leur rareté, forçait l'enseignement de la lecture par le biais de journaux, moins coûteux et plus disponibles. Ensuite, Labadie encouragea son élève à se diriger vers le métier d'imprimeur. Selon ce dernier, l'imprimerie était la profession pour permettre à Duvernay de devenir « un homme de génie de Connaissance et de Lettre par la suite. Car dans cette vocation vous ne pouvez qu'être un homme éclairé ». En effet, le père de Ludger Duvernay était opposé à ce que son fils fasse l'apprentissage de l'imprimerie à Montréal, mais l'appui de l'instituteur Labadie achèvera de convaincre ce dernier, sinon, de taire son opposition.

##### Apprentissage de l'imprimerie au journalLe Spectateur
Ludger Duvernay effectue son apprentissage au journal Le Spectateur, fondé par Charles-Bernard Pasteur. Le journal, publié pour la première fois le 27 mai 1813, adopte généralement une tendance favorable envers le régime britannique, évoquant dans ses pages, à titre d'exemple, les exploits des troupes lors de la guerre de 1812. Au cours de son histoire, le journal changera de nom pour devenir à partir de 1815 Le Spectateur canadien puis The Canadian Spectator en 1820.
Dès le 3 juin 1813, une annonce est publiée dans ses pages concernant la recherche d'un nouvel apprenti à son imprimerie. Le propriétaire du journal ajoute quelques qualités aux considérations nécessaires pour le choix du nouvel employé : « On a besoin comme APPRENTI dans cette Imprimerie, d'une Jenne [sic] Garçon bien élevé et d'honnête famille. Il faut qu'il sache lire et écrire la langue Françoise ».
Ainsi, à seulement 14 ans, Ludger Duvernay est embauché comme apprenti dans l'imprimerie de Charles-Bernard Pasteur à l'été 1813. Le père du jeune homme, Joseph-Marie Duvernay, signe le contrat d'apprentissage engageant son fils vis-à-vis Pasteur malgré ses réticences. C'est dans cet atelier de Montréal qu'il apprendra les techniques de l'imprimerie de l'époque. Rapidement, il devient un élément essentiel au bon fonctionnement de la petite entreprise. Pasteur confie des responsabilités de plus en plus importantes à son jeune protégé. Duvernay devient la référence pour les questions d'impression en l'absence de Pasteur, ce qui semble témoigner de la confiance de ce dernier.
En 1815, un terme est mis à la période d'apprentissage du jeune homme, qui est directement engagé comme employé dans l'imprimerie de Pasteur. En plus de son service professionnel, le jeune développa des relations amicales avec la famille Pasteur, chez qui il vit en pension. La fille de Charles-Bernard Pasteur, Cécile, note le caractère affable et gai du jeune homme, allant jusqu'à écrire à la mère de Ludger pour lui en témoigner.
En 1817, Ludger Duvernay, qui vient d'avoir 18 ans, décide de quitter l'atelier de la famille Pasteur pour se lancer dans la mise sur pied d'un nouvel atelier à Trois-Rivières.

##### Premiers contacts avec les questions politiques à Montréal

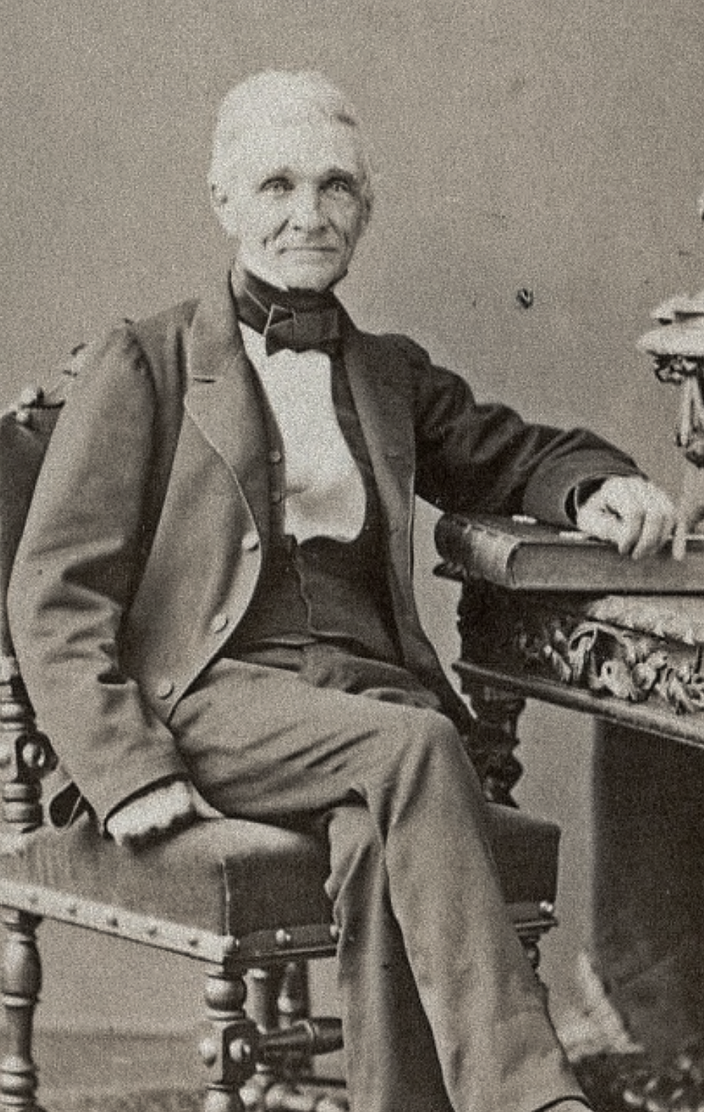
Hector Bossange, libraire.

L'arrivée à Montréal aura été l'occasion pour Duvernay d'entrer en contact avec les milieux intellectuels de la ville. En effet, il s'initie aux cercles lettrés montréalais au contact de l'élite intellectuelle qui se rencontre à la librairie dont est propriétaire Hector Bossange, située sur la rue Saint-Vincent, À Montréal. Ce dernier, qui est parisien, tient boutique à Montréal à travers son agent Édouard Raymond-Fabre. Il a également l'occasion de rencontrer Henri-Antoine Mézière, journaliste et fonctionnaire, devenu un associé de Charles-Bernard Pasteur. Ce dernier est un partisan du républicanisme français, qu'il a défendu dans ses jeunes années. Mézière avait travaillé pour le compte de la Première République française, ayant soutenu l'idée que les Canadiens-Français seraient prêts à se soulever contre le régime britannique si la France leur en offrait la possibilité. Il était même devenu « agent politique » pour le compte du ministre de la République aux États-Unis, Edmond-Charles Genêt, qui avait comme mission de soulever les Canadiens-Français contre l'autorité anglaise. Il abjura finalement ses anciennes allégeances en 1816, jurant fidélité à la Couronne britannique afin de pouvoir retourner vivre au Québec. Il y a fort à parier que le contact avec un radical tel que Mézière initia Ludger Duvernay au républicanisme de manière plus personnelle.

###### Premières armes journalistiques et prises de position
Duvernay rédige ses premiers articles dans les pages du Spectateur et y laisse paraitre ses orientations politiques précoces. Tout comme le journal, il pose un regard critique sur l'administration anglaise et revendique la mise sur pied d'un gouvernement responsable. Duvernay dénonce également le cumul des fonctions au sein de l'administration anglaise. À ce titre, les fonctions juridiques et législatives de James Monk étaient dénoncées dans les pages du Spectateur, qui se rallie aux députés canadiens qui s'opposent alors à l'emprise de la Clique du Château et le Conseil Législatif.

### Ludger Duvernay, un imprimeur et un citoyen des Trois-Rivières
Alors qu'il atteint ses 18 ans, Ludger Duvernay quitte l'atelier de Charles-Bernard Pasteur pour lancer sa propre presse, cette fois-ci, à Trois-Rivières. La presse écrite n'étant pas encore très développée au Bas-Canada, Duvernay est encouragé par Denis-Benjamin Viger, journaliste, avocat et patriote, à fonder un journal en dehors de Montréal.
Duvernay va alors lancer successivement ou simultanément plusieurs journaux pendant son séjour trifluvien. Il va également publier un nombre considérable de brochures, pamphlets et manuels scolaires, afin de rentabiliser son imprimerie.

#### Un citoyen trifluvien engagé
En plus de s'investir dans la parution de périodiques, Duvernay s'insère dans le milieu trifluvien avec aisance, jusqu'à en devenir un des personnages les plus influents.
Duvernay fonda une troupe d'art dramatique et de nombreux cercles littéraires dans les milieux éduqués de la ville, ce qui le rapprocha de l'élite locale formée de personnages tels que Charles Mondelet ou bien Louis Gugy Dans le même esprit, Duvernay tenait également une petite librairie et un atelier de reliure.
Outre sa participation à la vie culturelle de la ville, Duvernay va s'investir dans les divers services municipaux, tels que la Société du feu des Trois-Rivières où il était inspecteur des incendies, des ponts et des chemins des Trois-Rivières.

##### Mariage
Bien que Ludger Duvernay avait entretenu une liaison sentimentale avec une demoiselle Nadeau, qui avait mauvaise réputation, sa sœur s'occupa de ses relations, lui dénichant un bon parti en Marie-Reine Harnois, originaire de Rivière-du-Loup-en-Haut, maintenant Louiseville. Les deux promis convolent en juste noces le 14 février 1825. Ils ont un premier enfant, Julie-Hortense Duvernay, dès le 30 octobre de la même année.

#### Les journaux publiés par Duvernay à Trois-Rivières

##### LaGazette des Trois-Rivières

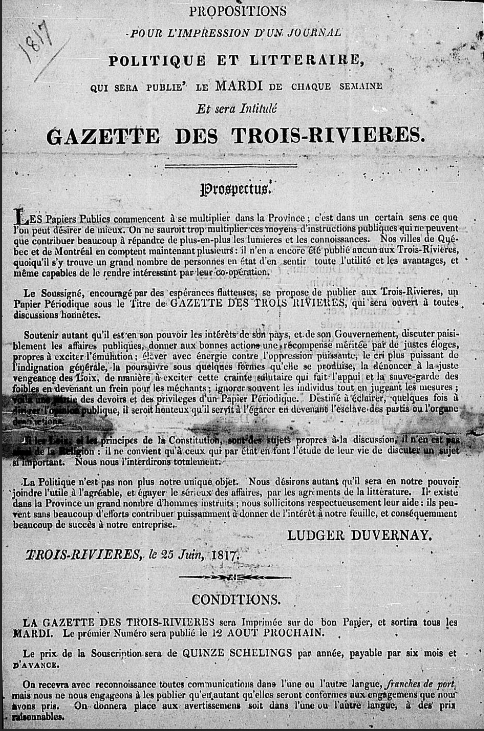
Prospectus annonçant la publication de la Gazette des Trois-Rivières en date du 25 juin 1817.

Duvernay installe sa nouvelle presse à l'angle sud des rues Plaisance et Royale. Sa sœur Julie et son oncle Paul la Morandière l'appuient tout de suite dans la mise sur pied de son entreprise, la première s'occupant des tâches au logis et le second travaillant à obtenir de nouveaux abonnés.

###### Un journal libéral et nationaliste
La Gazette des Trois-Rivières adopte immédiatement des positions libérales, héritées du passage de Duvernay à Montréal. Ainsi, Duvernay s'interdit de publier des textes de nature religieuse dans le journal. Il se donne également des missions qui correspondent à l'idée qu'il se fait d'une presse libérale, soit éclairer le peuple par la connaissance. Finalement, Duvernay inclut également une page, à la toute fin du journal, consacrée à la littérature, ce qui, selon Denis Monière, indique une grande « maturité intellectuelle » chez le jeune imprimeur.
Sur le plan des luttes constitutionnelles, le journal de Duvernay devient un porte-voix des revendications du Parti canadien, duquel Ludger Duvernay partage les points de vue, depuis son passage à Montréal. À titre d'exemple, Duvernay se positionne sur la question des subsides, soit le contrôle des dépenses publiques par les députés réunis à la Chambre d'assemblée du Bas-Canada. Le journal de Duvernay se positionne du côté libéral sur la question, le parti réclamant un contrôle par la Chambre des dépenses publiques.
Son intérêt pour les révolutions, qui ont alors cours, le pousse à publier des actualités internationales mettant l'accent sur les différents soulèvements qui ont lieu en Amérique Latine. Duvernay fait ainsi une démonstration de la ligne éditoriale libérale et nationaliste de son journal trifluvien en mettant l'accent sur les courants de libération nationale qui ont lieu à travers le monde.
Autre fait intéressant, la publication de textes se fait d'abord en français, mais quelques textes y sont également publiés en anglais, ce qui donne une indication de la réalité linguistique à Trois-Rivières dans le premier quart du 19e siècle. Cependant, dès le 21 septembre 1819, le journal devient totalement bilingue, étant même publié sous le nom The Gazette of Three Rivers.

###### Les limites d'un journal aux Trois-Rivières au début du19esiècle
Le journal obtint d'abord une grande popularité, puisque la parution d'un journal à Trois-Rivières était un fait inusité. En fait, il devint le premier journal publié hors de Montréal et de Québec. La curiosité vis-à-vis le journal fit en sorte que la publication se vendit également dans les campagnes avoisinantes, à Louiseville et à Saint-Sulpice. La nouveauté amena même « une foule » aux portes de son établissement sur la rue Royale.
Pourtant, et bien malgré ce départ fulgurant, la viabilité financière du journal est compromise par le manque d'un lectorat étendu à Trois-Rivières, qui est une ville somme toute petite, à l'époque. En effet, la ville de Trois-Rivières avait une population de 2847 âmes en 1822. Les limitations liées au lectorat sont d'autant plus réelles que la population est alors loin d'être lettrée dans son ensemble. Le journal cesse toute publication dès 1822.

##### L'ami de la religion et du Roi, journal ecclésiastique, politique et littéraire
Plus près d'une revue que d'un journal, étant publié qu'une seule fois par mois, cette autre publication de Duvernay prend forme en juin 1820. S'il parait étonnant qu'un libéral comme Duvernay publie un journal clérical, il semblerait que ce dernier agissait seulement comme imprimeur. Les rédacteurs du journal étaient le curé Cadieux de Trois-Rivières et le curé Rimbault de Nicolet. Le périodique eut une expérience fort brève puisqu'il sa publication devait s'arrêter en septembre 1820, à peine six mois plus tard.

##### Le Constitutionnel
Duvernay reprend la publication d'un autre journal dès le 11 mars 1823. Le nouveau journal, nommé le Constitutionnel, un nom emprunté à une autre publication française. Ce nouveau journal suit la ligne éditoriale de la Gazette de Trois-Rivières. Duvernay publie des extraits d'écrits de Voltaire tout comme les Débats de la Chambre d'Assemblée. Duvernay laisse également la chance à des esprits éduqués de Trois-Rivières de s'exprimer dans les pages de son journal, tel que Charles Mondelet, avocat et juge, qui en devint l'éditeur. Pour les mêmes raisons qui étaient au cœur de la fin de la publication de la Gazette de Trois-Rivières, la faible population de la ville et son lectorat limité poussa à la fin de la publication du Constitutionnel en 14 septembre 1824.

##### L'Argus, journal électorique
Duvernay lance, avec Charles Mondelet, un journal éphémère, censé durer le temps de l'élection partielle déclenchée par le décès du notaire et député de Trois-Rivières, Charles Ranvoyzé. L'objectif du journal est de mousser la popularité du candidat du Parti canadien, Pierre-Benjamin Dumoulin, qui perdit finalement l'élection aux mains de Charles-Richard Ogden, député loyaliste du Parti bureaucrate.

#### Fin de la vie trifluvienne de Duvernay et retour à Montréal
Malgré ses insuccès sur le plan des affaires, Duvernay s'était construit une vie à Trois-Rivières, s'y mariant et s'hissant dans sa bonne société. Pourtant, l'offre de relancer La Minerve tout en imprimant le Canadian Spectator que lui fait Jocelyn Waller acheva de le convaincre de quitter le cadre plus étroit de Trois-Rivières pour revenir à Montréal. C'est à 27 ans qu'il quitte définitivement Trois-Rivières.

### Retour à Montréal et publication deLa Minerve
Duvernay achète la Minerve, alors propriété d'Augustin-Norbert Morin le 18 janvier 1827, marquant son retour définitif à Montréal. Morin avait vendu son entreprise, faute de moyens pour en supporter les coûts d'opérations, et ce, malgré déjà 300 abonnés. Duvernay réussira un tour de force. En reprenant l'entreprise, il en fit passer les abonnements de 300 à l'achat à 1300 en 1832, soit seulement cinq ans plus tard. Il tissera un large réseaux de distribution, des « agents » qui seront présents autant à Paris qu'à New-York.

#### Premiers pas d'un journalpatriote
Ludger Duvernay prend le relais de la publication de La Minerve en lui attribuant directement un caractère politique. Il modifie la présentation du journal pour y placer un compte-rendu des débats de la Chambre d'assemblée du Bas-Canada en première page. Les conditions sont rudes et l'imprimeur peine à trouver de nouveaux collaborateurs pour garnir les pages de son opus. Augustin-Norbert Morin écrivait alors la plupart des articles, tel que prévu lors de l'entente d'acquisition. Ainsi, il traduit des articles étrangers en provenance de Londres ou insère des passages d'ouvrages du siècle des Lumières.

##### Débats sur l'éducation
La Minerve s'inscrit rapidement dans les débats de l'heure, n'hésitant pas à prendre position. Un bon exemple de la proximité idéologique qui se noue entre le Parti canadien et le journal se trouve dans sa prise de position en faveur d'un nouveau système d'éducation laïque et fondé sur les idées du britannique Joseph Lancaster.
L'idée d'un système d'éducation laïque et fondé sur des paliers équivalent à l'avancement des étudiants était au cœur d'une lutte parlementaire entre le clergé et le député Joseph LeVasseur-Borgia. Le clergé ne voulait pas perdre sa prérogative en matière d'éducation, ce à quoi le gouvernement colonial britannique acquiesçait, étant donné la collaboration étroite des religieux et des autorités coloniales.

##### Prise de positionspatriotessur fond de crise constitutionnelle
Une importante crise constitutionnelle éclate en 1827, au moment où Duvernay achète La Minerve. L'imprimeur se lance donc dans l'arène avec son journal, défendant les positions du Parti canadien dans les pages du journal montréalais. Les députés patriotes réclament le droit de contrôler l'ensemble des dépenses publiques, ce que le gouverneur Dalhousie leur refuse.

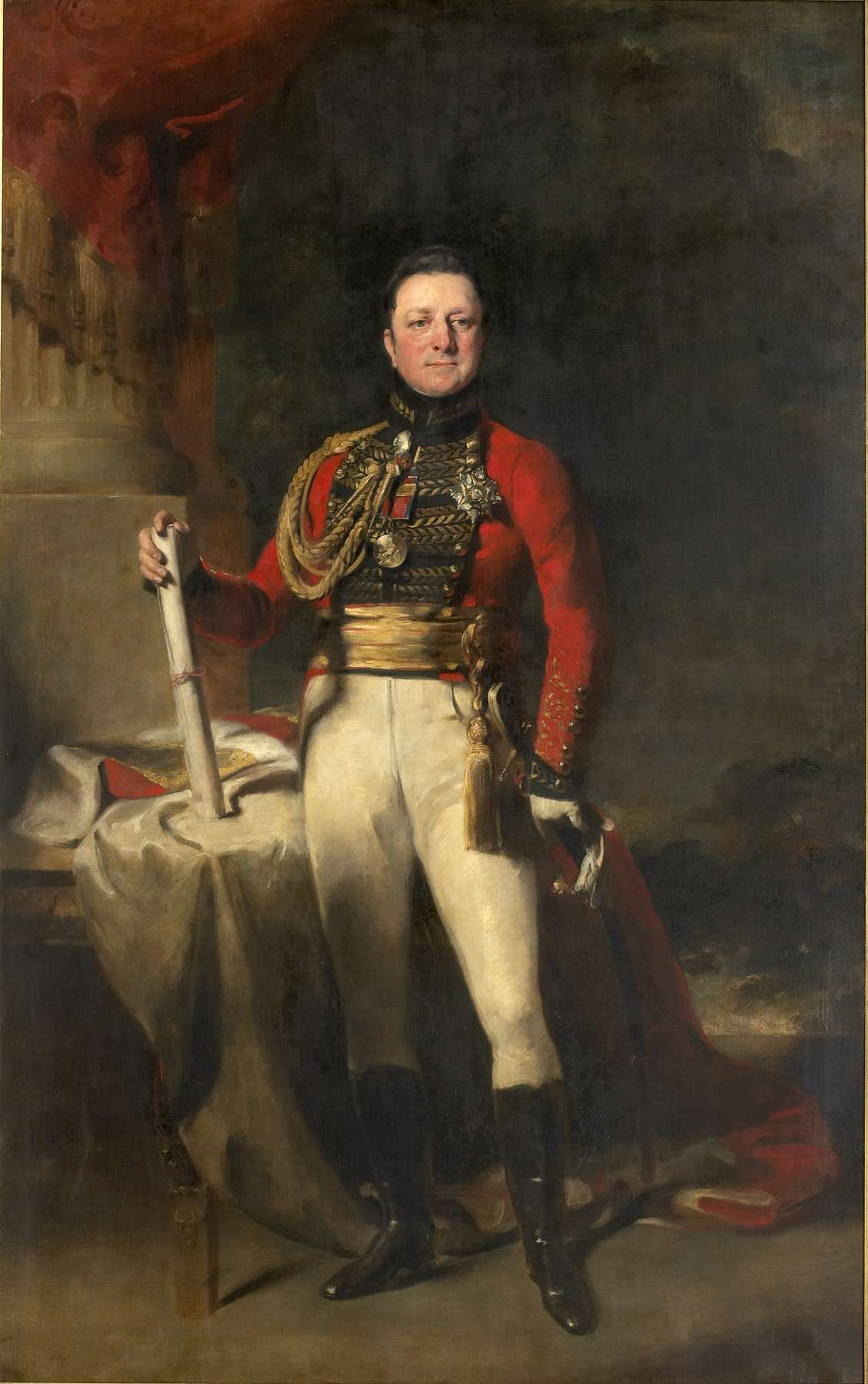
Lord Dalhousie, George Ramsay de son nom, gouverneur général de l'Amérique du Nord britannique.

La question s'enflamma et les principales têtes dirigeantes patriotes, dont Louis-Joseph Papineau, rédigèrent un manifeste à l'intention de la population, que Duvernay décida de publier dans les pages de La Minerve. Dans leur manifeste, les députés canadiens dénoncent le blocage qu'occasionne le contrôle du Conseil législatif sur la vie politique du Bas-Canada, refusant plusieurs projets de Loi, en plus d'en amender un nombre considérable. Les blocages législatifs étaient de nature à accentuer la pression dans la colonie, où la gronde se faisait de plus en plus importante.
Autre question brûlante, le cumul des fonctions dont bénéficiaient les membres du Conseil législatif, la Clique du château. Les membres du Conseil législatif étaient à la fois sur l'organe décisionnel et fonctionnaires du gouvernement colonial, donc, explicitement en conflit d'intérêts, détenant la clef de la bourse dans laquelle leurs salaires étaient versés. Duvernay dénonce lui-même cet état de fait dans les pages de la Minerve du 26 mars 1827.
Les questions constitutionnelles ne remettent cependant pas l'appartenance à la Couronne britannique en question. En effet, La Minerve ne propose pas de positions ouvertement sécessionnistes face à l'Empire britannique, elle désire d'abord faire valoir les droits qui sont accordés aux sujets britanniques, dont le gouvernement responsable. Ce que veulent avant tout les patriotes est le contrôle des finances publiques, c'est ce que la Minerve dégage comme position principale dans ses pages.

#### Duvernay: figure politique de proue
La crise constitutionnelle demandant le plein pouvoir en matière de finances publiques et la crise politique qui en découle font de Ludger Duvernay une figure importante du discours patriote, en étant un des principaux publicistes par la voix de La Minerve.
L'autoritarisme du gouverneur Dalhousie est exacerbé par une éclatante victoire patriote en 1827. Conséquemment, ce dernier refuse à Louis-Joseph Papineau la présidence de la Chambre d'assemblée du Bas-Canada, bien qu'il remporte le vote des députés sur la question. Duvernay saisit l'occasion pour dénoncer de nombreux abus de pouvoir du gouvernement colonial britannique dans les pages du journal.

##### Premier séjour en prison
Ludger Duvernay adressa de virulentes critiques aux juges britanniques qu'il jugeait corrompus et enclins à emprisonner des députés patriotes sans motifs véritables. Il remit, par exemple, en question la partialité du juge de paix Gale, qui avait fait emprisonner un dénommé Constantineau sans cautionnement.
D'abord imprimeur, Duvernay imprimait un autre journal aux tendances réformistes, bien qu'anglophones, le Canadian Spectator. Ce dernier, dirigé par Jocelyn Waller, dénonçait la Cour d'Oyer-et-Terminer, qui devait juger de délits commis pendant la campagne électorale de la même année. Tous les accusés devant la Cour était des politiciens patriotes ayant remporté des victoires aux mains de députés bureaucrates de familles puissantes, telles que les Molson.
Waller et Duvernay furent donc arrêtés le 16 novembre 1827 et placés derrière les verrous alors qu'ils devaient participer à une manifestation politique en soutien au parti patriote. Les deux journalistes passèrent donc quelques jours en prison avant d'être libérés sous caution et promesse de bonne conduite, ce qui était assimilable à une instruction de ne plus publier de texte allant à l'encontre de l'opinion gouvernementale. Duvernay et Waller remportèrent finalement leurs causes devant la Cour du Banc du Roi et ne furent pas punis pour leur conduite.

#### Duvernay, l'imprimeur patriote par excellence
Le passage derrière les barreaux de Luger Duvernay et son importance en tant qu'imprimeur et éditeur de La Minerve lui procuraient un important prestige politique. La Minerve, qui devint le principal organe de presse du parti patriote, était entièrement francophone. De simple imprimeur, Luger Duvernay devint une figure principale du petit monde politique au Bas-Canada.

### Le citoyen Duvernay au cœur de l'exacerbation des tensions politiques au Bas-Canada
Les années 1830 amplifieront le sentiment libéral chez Ludger Duvernay, sentiment qu'il a développé dans le cadre de son apprentissage montréalais et a étoffé à Trois-Rivières. Comme plusieurs patriotes, il commence à user du qualificatif «citoyen» pour désigner ses amis et ses camarades patriotes. Duvernay suit de près les événements politiques républicains qui ont alors lieu ailleurs dans le monde.

#### La Minerve, un journallibéral

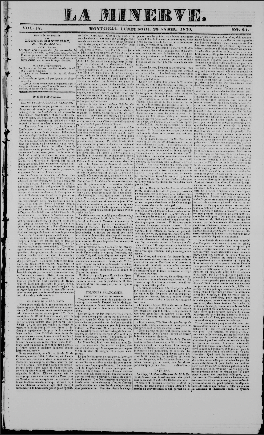
La Minerve du lundi 26 avril 1830.

La Minerve présente un point de vue Libéral à ses lecteurs, conformément à la l'inclinaison du parti patriote lui-même.
Alors que l'année 1830 est riche en bouleversements politiques révolutionnaires en Europe, Duvernay poursuit son implication politique en faveur du mouvement patriote dans les pages de La Minerve. Le journaliste garde un œil sur les événements se déroulant dans le vieux continent et transmet les détails des insurrections dans ses pages. L'imprimeur publie, par exemple, un numéro spécial dédié aux révoltes de juillet 1830 dans lequel il relate les événements du 27, 28 et 29 juillet, les Trois Glorieuses. Pour accompagner les informations en provenance de Paris, il publie dans son intégralité La Marseillaise traduisant le sentiment républicain du journal.
La Minerve s'intéresse également aux événements internationaux qui suivent les événements parisiens. Duvernay fait un compte-rendu des différents éléments en lien avec une série de révolutions européennes qui ont comme incidence d'exacerber le sentiment républicain au Bas-Canada. Plusieurs peuples, comme les Belges, les Grecs ou bien les Polonais se libèrent alors de leurs tutelles respectives, les libéraux canadiens estiment qu'ils pourraient tout autant jouir de la liberté politique.

##### Campagne deboycottageduclergé
Le clergé, qui avait été traditionnellement l'allié du pouvoir colonial dans la colonie, se distancie et  devient critique du programme politique patriote. Le clergé de la colonie s'oppose à la Loi sur les fabriques (1831), qui dégageait les clercs de leur autorité vis-à-vis la gestion des fabriques des paroisses de la colonie et obligeait l'élection des marguilliers par les paroissiens eux-mêmes. Le journal soutenait les dispositions de la Loi, étant généralement en faveur de la séparation de l'Église et de l'État.

#### Publication et édition d'ouvrages
En plus de la publication du journal, Duvernay investit dans la publication d'ouvrages canadiens, qui devaient être publiés à Londres. Il publie notamment un recueil de poésie et de chansons de Michel Bibaud. Il publie également des manuels scolaires, qui manquaient alors cruellement dans la colonie laurentienne à cette époque.

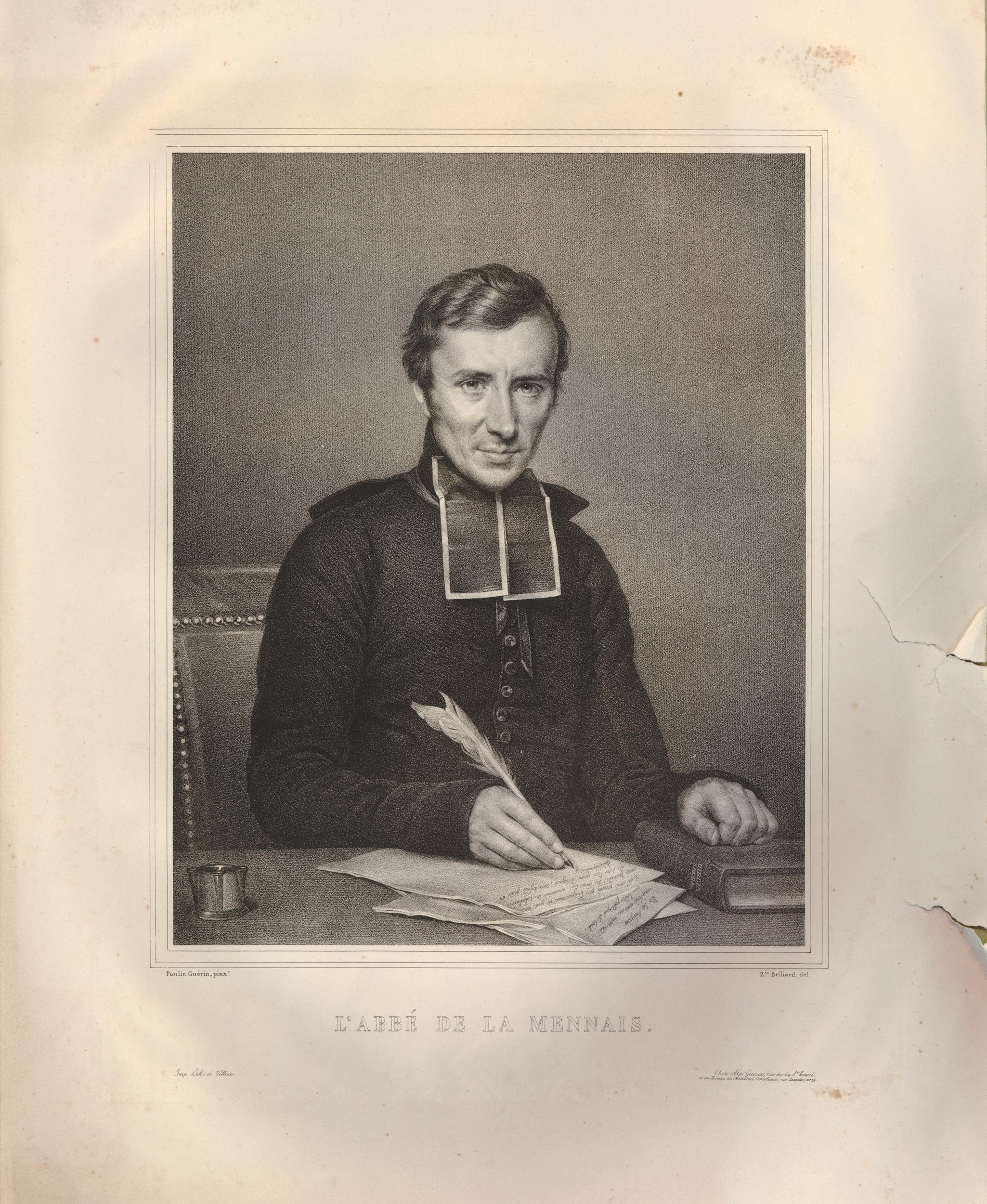
Félicité de Lammenais, dont Duvernay imprime certaines œuvres.

Autre publication essentielle : l'Almanach de La Minerve. Celle-ci comprenait un grand nombre d'informations sur l'histoire du Canada ainsi que des annuaires de juges, d'avocats ou bien de curés à la disposition de la population.
Duvernay publia également des livres phares dans le discours réformiste au Canada. Il imprima ainsi les Paroles d'un croyant de Félicité de Lammenais, dont il dut imprimer huit éditions en raison du succès du livre qui tentait de réconcilier catholicisme et libéralisme, une idée qui devint phare dans l'esprit de beaucoup de Canadiens.

#### Second séjour en prison et reprise politique des patriotes

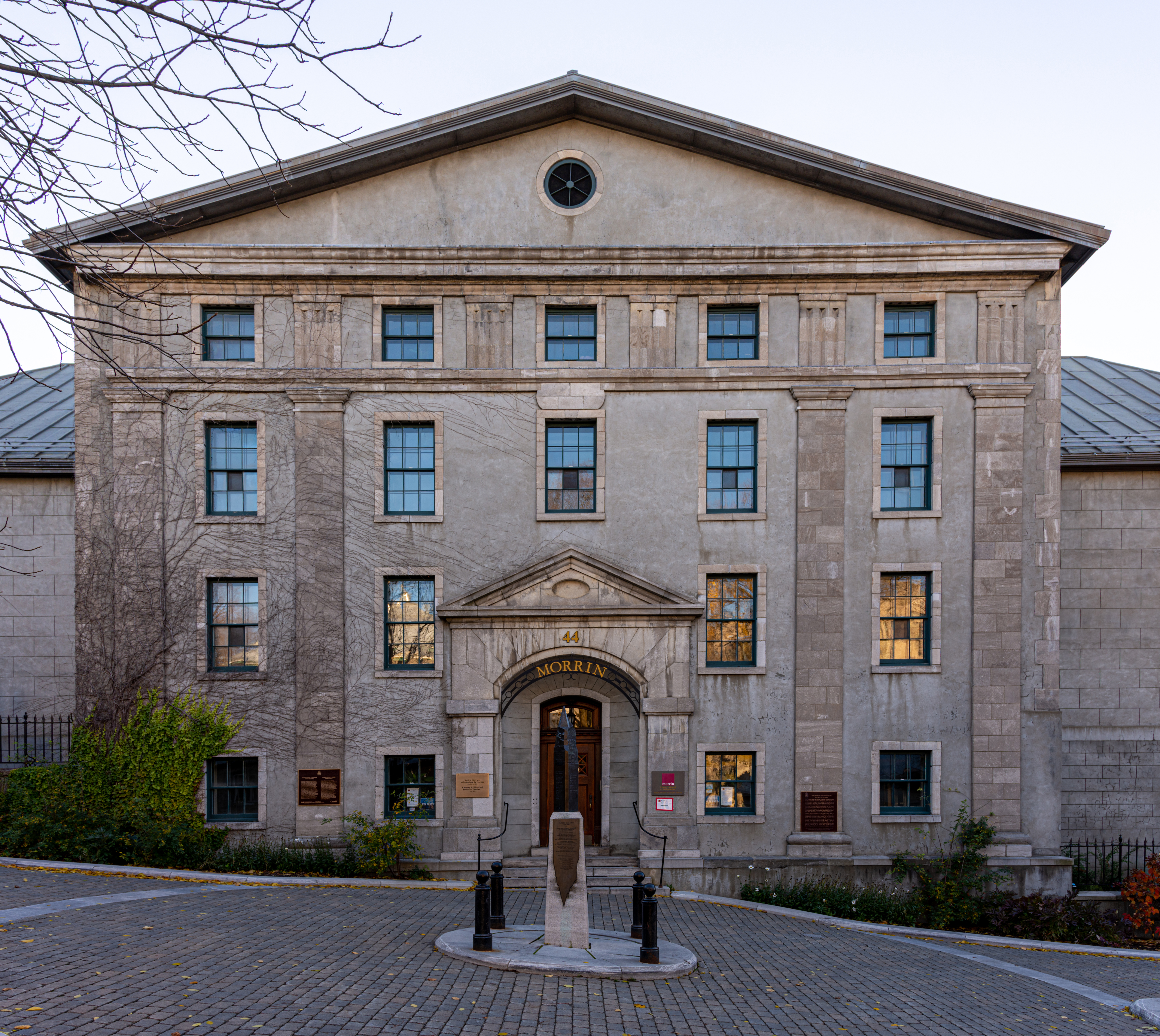
L'ancienne prison de Québec où fut incarcéré Duvernay, aujourd'hui le Morrin Centre.

L'arrivée du nouveau gouverneur, Matthew Witworth-Aylmer, généralement désigné comme Lord Aylmer, en 1830, n'apaise en rien les tensions politiques dans la colonie. Bien que ce dernier veuille se montrer conciliant lors de son premier discours du trône, Duvernay et son correspondant parlementaire, Augustin Norbert-Morin, ne sont guère impressionnés par les promesses de conciliation du gouverneur.
Duvernay poursuivra son implication en faveur du gouvernement responsable dans les pages de La Minerve, ce qui lui vaudra d'être emprisonné une deuxième fois en 1832. Accompagné de son ami et collègue journaliste du journal The Vindicator, Daniel Tracey, un nationaliste irlandais, il se retrouve donc à nouveau en prison, à la prison de Québec, jusqu'à la fin de la séance parlementaire.

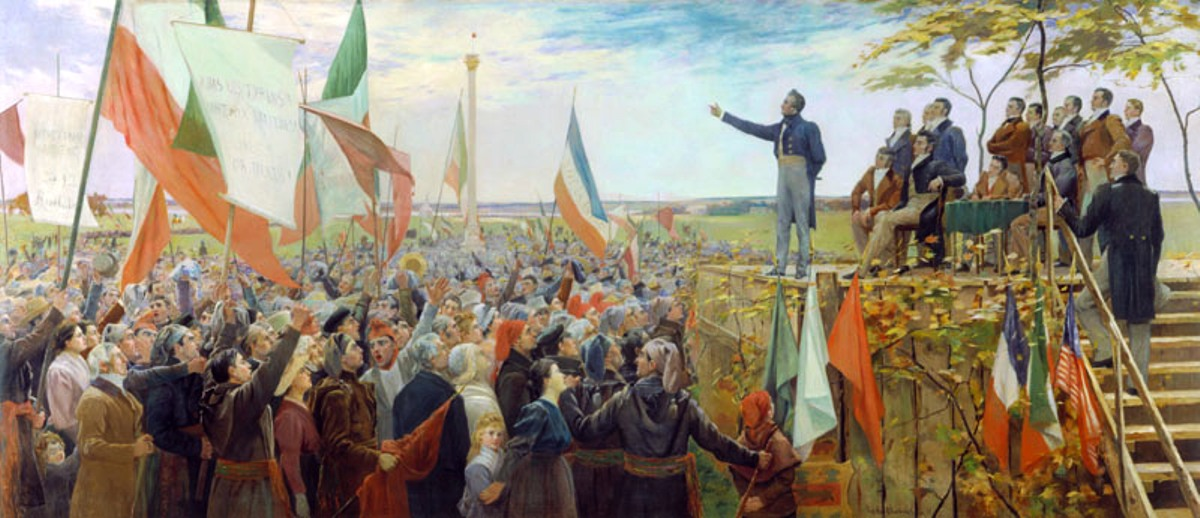
L'Assemblée des six-comtés de Saint-Charles-sur-Richelieu - Alexander Charles, 1891

Le Parti patriote saisira l'événement que devint l'emprisonnement de Duvernay pour en faire une occasion de ralliement politique, ce qui démontre par ailleurs l'importance du personnage dans la sphère partisane des années 30. Le parti organise des assemblées publiques à Québec, à l'Assomption, à Montréal, à Saint-Constant et à Berthier afin de raviver le sentiment d'hostilité face aux autorités britanniques et condamner l'emprisonnement des deux hommes. Alors que les autorités voulaient faire taire Duvernay et Tracey, ils reçoivent la visite de 40 députés patriotes en prison, stimulant d'autant la sympathie du public pour les accusés.
La libération des deux imprimeurs après 40 jours derrière les barreaux fut l'occasion de très nombreuses célébrations sur le chemin du retour vers Montréal. Ils furent reçus avec des banquets à Berthier et à l'Assomption. À Montréal, une foule de plus de 1000 personnes les accueillit avec un orchestre qui joua à la fois La Marseillaise et God Save the King, de quoi constater la complexité du sentiment libéral dans la population à l'époque. Louis-Joseph Papineau leur offrit une plaque sur laquelle il était gravé : « La Liberté de la presse est le Palladium du peuple ».
Le docteur Tracey, qui avait été emprisonné aux côtés de Duvernay, se présenta à des élections partielles en 1832 en s'affiliant aux idées du Parti patriote. Il remporta son élection par seulement quatre voix de majorité et trois de ses partisans moururent dans des salves de coups de feu injustifiées sur la rue Saint-Jacques. Les officiers qui avaient ordonné les tirs contre la foule ne furent pas réprimandés, ce qui contribua à l'agitation anti-britannique de la population.

#### Les 92 résolutions et le nationalisme

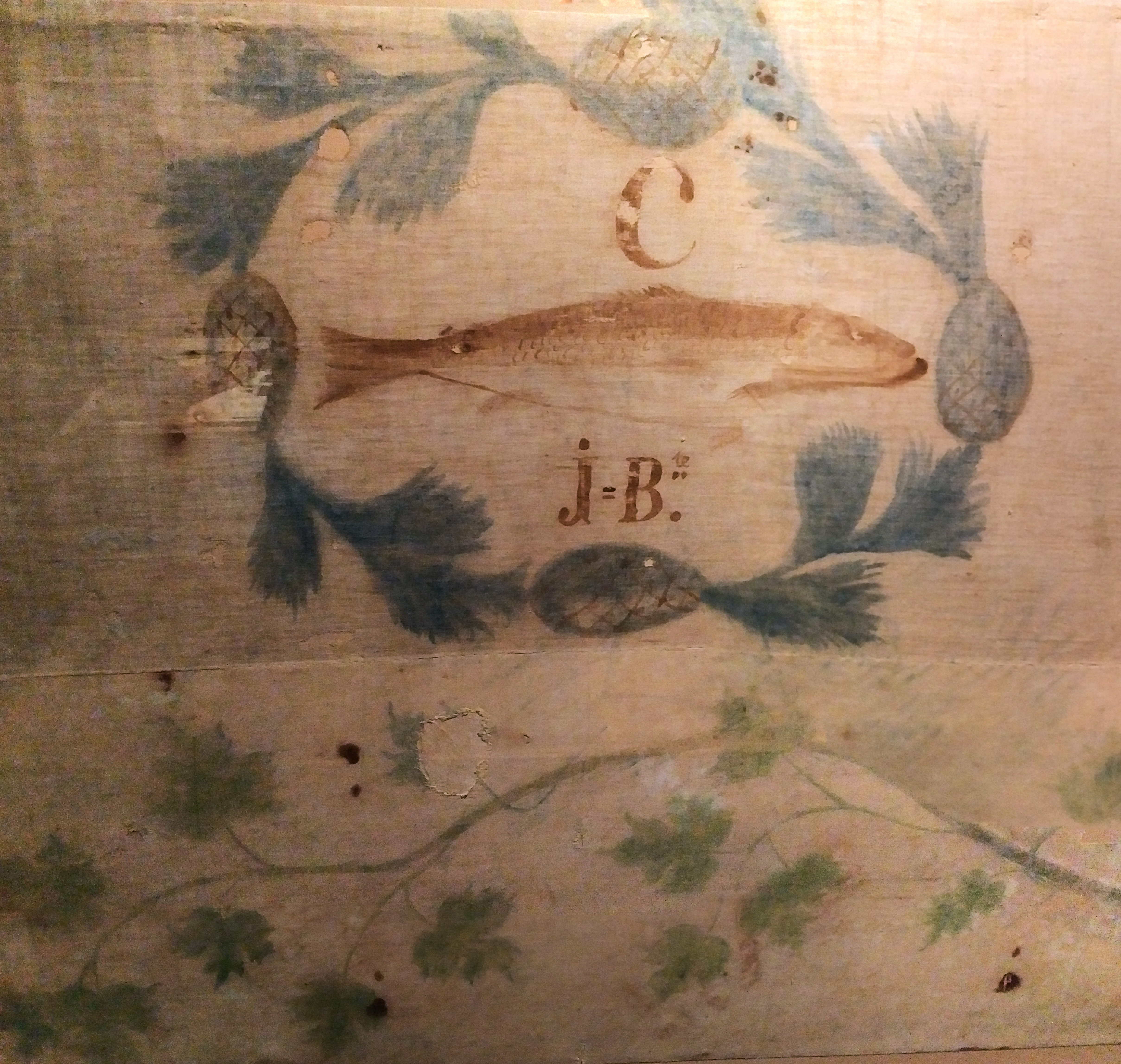
Le drapeau de Saint-Eustache, un des drapeaux utilisés par les Patriotes.

Au début de l'an 1834, le contexte politique s'échauffe davantage avec la proclamation des 92 résolutions, rédigées par Louis-Joseph Papineau et Augustin Norbert-Morin. Oscillant entre l'affirmation de la volonté de rester dans le contexte britannique et affirmation des droits nationaux des Canadiens, le manifeste est adopté par 56 voix contre 23 en 1834. Les 92 résolutions deviennent le programme politique du Parti patriote, et Duvernay en appuie les tenants et aboutissants comme journaliste et imprimeur.

### Fondation de laFête nationaleet intensification de l'implication politique

#### Première tentative électorale
En 1833, Ludger Duvernay se présente aux élections dans la circonscription de Rouville, mais il est battu par François Rainville. Malgré le désir de participer aux travaux de la Chambre de Duvernay, les membres du Parti patriote considéraient que Duvernay était plus utile dans sa position de journaliste et d'éditeur à la Minerve que comme député. Le citoyen Duvernay reste donc à la barre de son journal, et y diffuse activement les idées du parti.

#### Membre actif du Parti patriote
Bien qu'il eût échoué dans sa candidature aux élections en 1833, Duvernay n'en était pas moins un des piliers de l'organisation patriote dans l'ensemble du Bas-Canada. En effet, il était membre du Comité central et permanent, qui se réunissait à la libraire Fabre, détenue par Édouard-Raymond Fabre. Exécutif officieux du Parti patriote, le comité représentait une de ses instances les plus importantes et réunissait ses acteurs phares : Edmund Bailey O'Callaghan, George-Étienne Cartier, Chevalier de Lorimier, Charles Ovide Perreault, Édouard Rodier, Louis-Hippolyte Lafontaine, Denis-Benjamin Viger, Louis-Michel Viger et Côme Sébastien Cherrier.
La complexification des structures internes du Parti patriote mène à la mise en place de factions au sein de celles-ci. D'une part, un groupe de figure de proue de la région de Québec, prône une approche plus modérée. Ce dernier est dirigé par Elzéar Bédard, qui sera nommé juge par la suite. Il s'oppose à un groupe de patriotes de Montréal, qui prônent une action plus directe et radicale.

#### Une fête et une première société vouée aux Canadiens
Duvernay est considéré comme l'instigateur de l'idée de doter les Canadiens d'une fête nationale. Il est fort probable que Duvernay a été inspiré à aller dans cette direction en raison de la forte présence des Irlandais à Montréal, qui célèbrent leur propre fête nationale, la Saint-Patrick, pour la première fois à Montréal en 1834. Dans un même élan, les Irlandais avaient fondé la Société Saint-Patrick de Montréal (en) pour se regrouper au sein d'une organisation fraternelle.
Dans un même esprit, Duvernay use de son influence pour fonder une société fraternelle  le 8 mars 1834, la société Aide-toi, le ciel t'aidera, nommée ne l'honneur d'une société homonyme et parallèle à l'aube des événements révolutionnaires de 1830, en France, démontrant bien le caractère républicain de celle-ci. Comptant se réunir tous les premiers samedis du mois, elle veut initier les jeunes patriotes à la lecture d'œuvres libérales ainsi que la production écrite en faveur de la cause patriote. Duvernay la préside alors que Louis Perreault en devient vice-président et Louis-Victor Sicotte en est secrétaire-trésorier. La fondation d'une première société préfigure la fondation de la Société Saint-Jean-Baptiste.

##### Premier banquet de la Saint-Jean-Baptiste

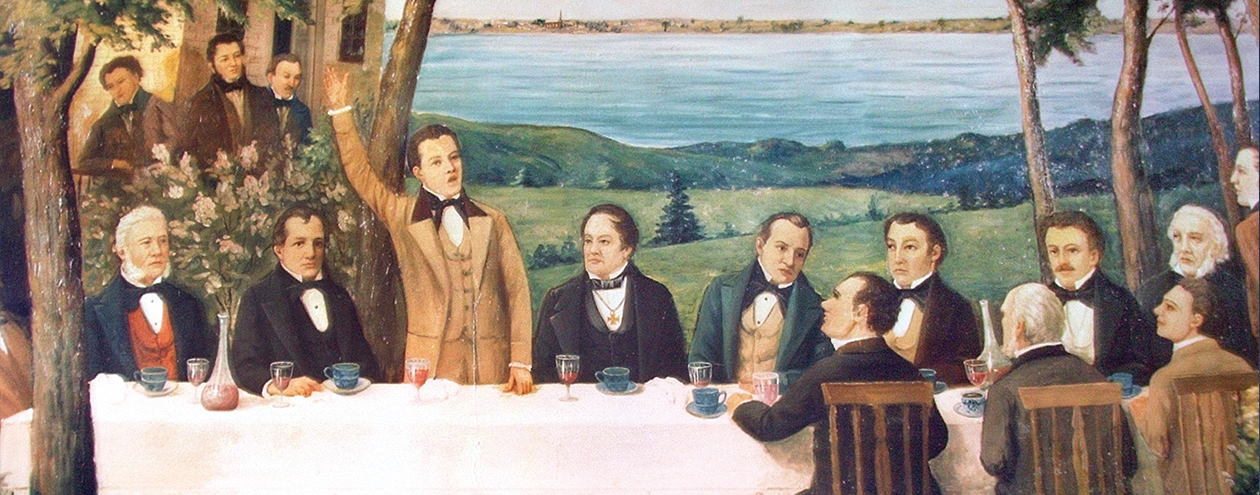
Premier banquet de la Saint-Jean-Baptiste, organisé par Ludger Duvernay.

Fête célébrée par les habitants canadiens depuis le régime français, la Saint-Jean-Baptiste est choisie par Duvernay comme date officielle de célébration de l'identité canadienne. Symbole de la proximité entre les Irlandais et les Canadiens patriotes, le premier banquet se tient dans les jardins de l'avocat John McDonnell, où se trouve aujourd'hui la gare Windsor. Le banquet réunit soixante convives, dont les plus fameux étaient Charles-Ovide Perrault, Louis-Hippolyte LaFontaine, Édouard-Étienne Rodier, Georges Étienne Cartier et Edmund Bailey O'Callaghan. Ce serait également Duvernay qui aurait proposé d'adopter la feuille d'érable comme symbole des Canadiens.

#### Fondation de la Société Saint-Jean-Baptiste
En plus d'une société secrète, Duvernay est au premier plan de la création de la Société Saint-Jean-Baptiste. Benjamin-Denis Viger, Augustin-Norbert Morin, Jacob Dewitt, Edmund Bailey O'Callaghan et Édouard-Raymond Fabre la dirigent d'abord. Ses membres lui greffent quelques objectifs tels que la propagation des connaissances et l'obtention du gouvernement responsable.

##### Second banquet et popularisation de la fête nationale
Un second banquet, présidé par Viger, est organisé en 1835. C'est à cette occasion que George-Étienne Cartier chante pour la première fois son fameux poème Ô Canada, mon pays, mes amours qui sera plus tard repris et servira de base pour le Ô Canada, actuel hymne national du Canada moderne. Poursuivant en chanson, les 100 convives chantèrent la Marseillaise, confirmant le caractère républicain de l'événement.
L'idée fêter la fête nationale fait son chemin dans les campagnes du Bas-Canada. Les patriotes la fêtèrent à Terrebonne, Saint-Denis ou bien Berthier.

### Duvernay au sein des tensions politiques, vers un conflit armé

#### Troisième accusation de libelle diffamatoire et séjour en prison
En 1836, Duvernay est accusé de libelle diffamatoire pour une troisième fois, alors qu'il avait publié un article dans lequel il accusait le gouvernement de négligence dans le cas d'un prisonnier, John Collins, décédé de froid dans sa cellule à la prison de Montréal. Duvernay est condamné à une troisième peine de prison d'une durée de 30 jours pour le libelle. Pour dédommager l'éditeur, les patriotes de son entourage organisèrent une collecte de fonds, qui connut un grand succès. L'emprisonnement du patriote agit alors comme une démonstration du climat extrêmement tendu de l'année 1836, qui précède l'éclatement du conflit armé.

#### Premier duel de Duvernay
Duvernay participe à un premier duel en 1836, l'opposant à Clément-Charles Sabrevois de Bleury, un député d'abord en faveur des idées patriotes, mais passé du côté des bureaucrates. Ce dernier convia Duvernay en duel pour venger ce qu'il considérait comme une calomnie dans les pages de La Minerve. Alors que les premiers coups de feu manquèrent de près chacun des deux hommes, Duvernay fut atteint à la cuisse lors de la seconde ronde, ce qui ne lui causa pas de blessures graves.

#### Accentuation des tensions
Si la tension politique entre les patriotes et les autorités coloniales augmentent depuis le début les années 1830, elle atteint un paroxysme en 1836 alors que les députés patriotes accentuaient la pression sur le Gouverneur en multipliant les actions politiques, ce à quoi le gouverneur répondait avec davantage d'intransigeance à l'égard du Parti patriote.
Alors que les députés patriotes voulaient débattre des 92 résolutions, le gouvernement colonial s'y opposait et cherchait à limiter la portée de la session en limitant les débats à la question des subsides, qui devaient être à nouveau votés. Les patriotes firent de l'application des réformes demandées comme une condition à l'adoption des subsides pour ainsi créer un rapport de force avec le gouvernement et les représentants de la Clique du château.

##### Lesdix résolutions Russellcomme réponse aux patriotes
Devant la crise qui s'intensifie au parlement, le gouvernement colonial impose dix résolutions aux députés patriotes le 6 mars 1837. Ces résolutions se veulent une réponse aux 92 résolution patriotes adoptées en 1834. Proposées par le ministre de l'Intérieur John Russell, elle permettre au Conseil exécutif, formé de membres de la Clique du château, d'outrepasser les compétences de la chambre en matière financière et ainsi dénouer la crise des subsides qui sévit.
Le rapport recommandait tout simplement au Conseil exécutif de s'emparer des revenus de la couronne afin d'organiser la gouvernance de la colonie. Cette dernière disposition violait le principe voulant que le budget soit voté avant d'être mis en application, ce à quoi les patriotes répondirent en organisant des manifestations patriotiques partout au Bas-Canada.

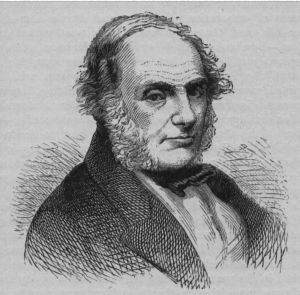
John Russell, qui promulgua les dix résolutions, en réponse aux 92 résolutions des Patriotes.

Ils adoptèrent 12 nouvelles résolutions à Saint-Ours, le 7 mai 1837. Les Patriotes décidèrent notamment d'adopter le boycottage des produits britanniques comme stratégie d'opposition au pouvoir de la couronne à travers les résolutions Russell.
Dans ce contexte, Duvernay appuya les actions patriotes dans la Minerve et en participant à plusieurs assemblées publiques, notamment à Saint-Laurent et à Montréal. L'action politique de Duvernay allait bientôt se cristalliser dans une candidature comme député à Lachenaie, lors d'une élection partielle.

#### Duvernay, député de Lachenaie
Le 29 mai 1837, Ludger Duvernay est élu député de Lachenaie par acclamation. Il réalise alors son ambition d'être élu à la Chambre, alors qu'il avait perdu une élection en 1833 et qu'on lui avait toujours fortement conseillé de rester imprimeur plutôt que député, étant plus utile dans ce poste comme principal agent propagandiste du Parti patriote.
Pour Duvernay, et comme il l'expliqua dans l'édition du 5 juin 1837 de La Minerve, les électeurs, en l'élisant, avaient d'abord choisi pour les représenter contre la tyrannie britannique.

### Duvernay et les soulèvements de 1837-1838
Les tensions politiques qui s'exprimaient depuis le début des années 1830 au Bas-Canada, accompagnées des tensions liées à la crise agricole qui sévissait alors, se concrétisèrent en violence armée en 1837.
En réaction aux mesures répressives du pouvoir britannique, les Patriotes décident d'organiser la fameuse assemblée des six-comtés du 23 octobre 1837, qui réunit plus de 5000 personnes.
Le 6 novembre 1837, les Fils de la liberté, organisation de jeunes patriotes reprenant le nom d'une organisation semblable issue de la Révolution américaine, en vint aux coups avec les membres du Doric Club, ce qui poussa le gouverneur à émettre des mandats d'arrestation contre certains chefs patriotes. Les principaux dirigeants du parti sont donc forcés d'agir dans l'illégalité. Dès le 16 novembre, Duvernay est touché par un mandat d'arrêt et quitte Montréal pour se réfugier dans le comté de l'Acadie.
La publication de La Minerve est abandonnée à la suite du départ de Duvernay. Les deux éditeurs à qui il avait confié la publication du journal, James Phelan et François Lemaître se disputèrent et cessèrent la publication du journal.
Alors que les hostilités gagnent en intensité, Duvernay est nommé capitaine de milice patriote, et ce, malgré l'absence de toute expérience militaire.

#### Escarmouche àMoore's Corner
Alors que deux grandes batailles importantes avaient déjà eu lieu sur la Rive-Sud à Saint-Denis et Saint-Charles, Duvernay participe à une petite bataille près de la frontière américaine à  Moore's Corner. L'infériorité numérique écrasante des patriotes et  leur manque d'organisation militaire poussèrent Duvernay et ses camarades de combat à battre en retraite, abandonnant leurs deux canons et leurs fusils. Duvernay a été blessé au genou lors de la bataille.
À la suite de la bataille de Moore's Corner, Duvernay sait sa vie en danger s'il reste au Bas-Canada, étant en clandestinité et pourchassé par les autorités britanniques. L'option la plus simple devint  de fuir vers les États-Unis, territoire non britannique le plus près, mais surtout, républicain. Duvernay se réfugia donc d'abord à Swanton, puis à St-Albans, dans le Vermont.

#### Vaine tentative de ravitaillement etDéclaration d'indépendance du Bas-Canada

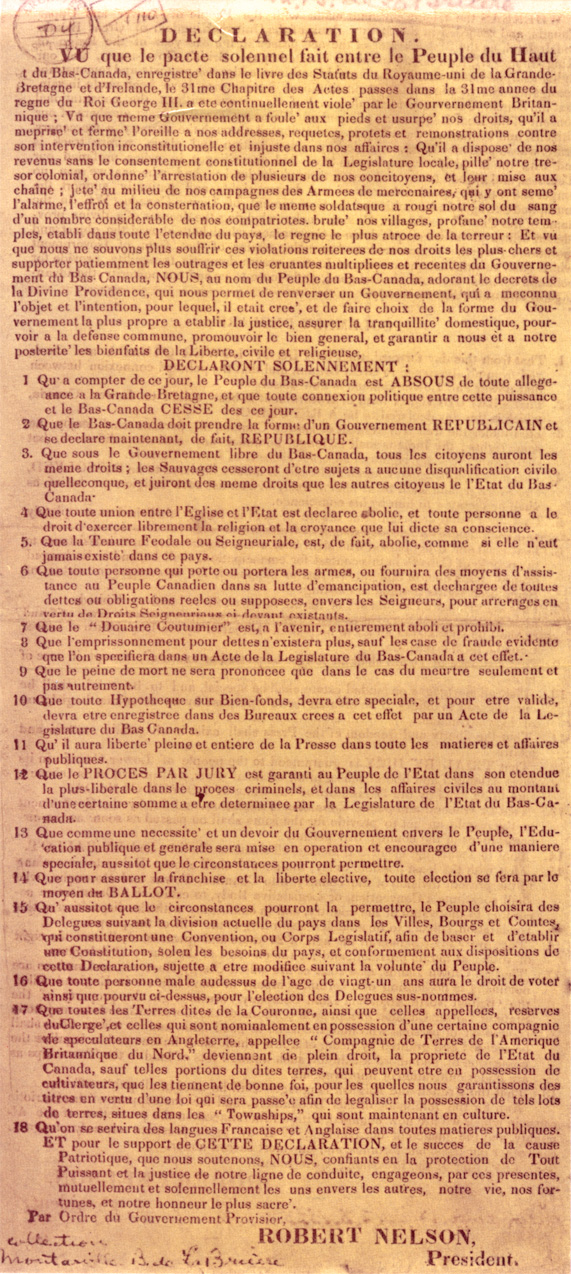
La déclaration d'indépendance du Bas-Canada que proclama Robert Nelson.

Comme Duvernay, les principaux chefs patriotes ont quitté le Bas-Canada à la suite de défaites face aux troupes britanniques plus nombreuses et mieux entraînées que les leurs. Ainsi Louis-Joseph Papineau, Edmund Burke O'Callaghan ou bien Georges-Étienne Cartier se sont tous exilés aux États-Unis. Le nouveau gouverneur Lord Durham, nommé à la suite des rébellions, interdit aux Patriotes de rentrer au pays sous menace de la peine de mort.
Certains Patriotes tentèrent d'entreprendre des actions plus radicales pour relancer les hostilités. Ainsi, le 28 février 1838, Robert Nelson et des patriotes traversèrent la frontière américaine pour lire la Déclaration d'indépendance du Bas-Canada, texte républicain qui proclamait l'égalité de tous les citoyens, la séparation de l'Église et de l'État et la liberté de presse. L'action n'eut qu'une portée symbolique puisque les troupes rentrèrent immédiatement aux États-Unis après la lecture et Nelson y fut arrêté.
Duvernay, pour sa part, n'approuva pas l'action de Nelson, qu'il jugeait purement théorique, croyant que les Patriotes devaient d'abord et impérativement trouver des troupes et des fusils.

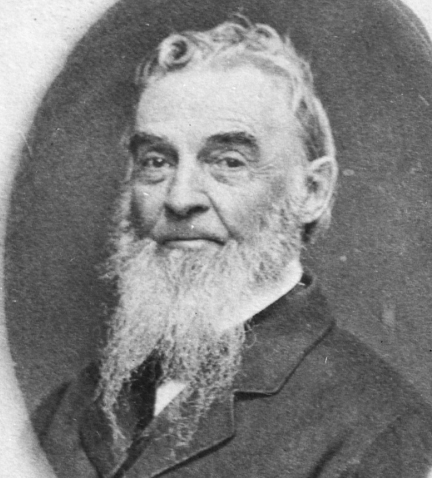
Robert Nelson, qui proclama l'indépendance du Bas-Canada.
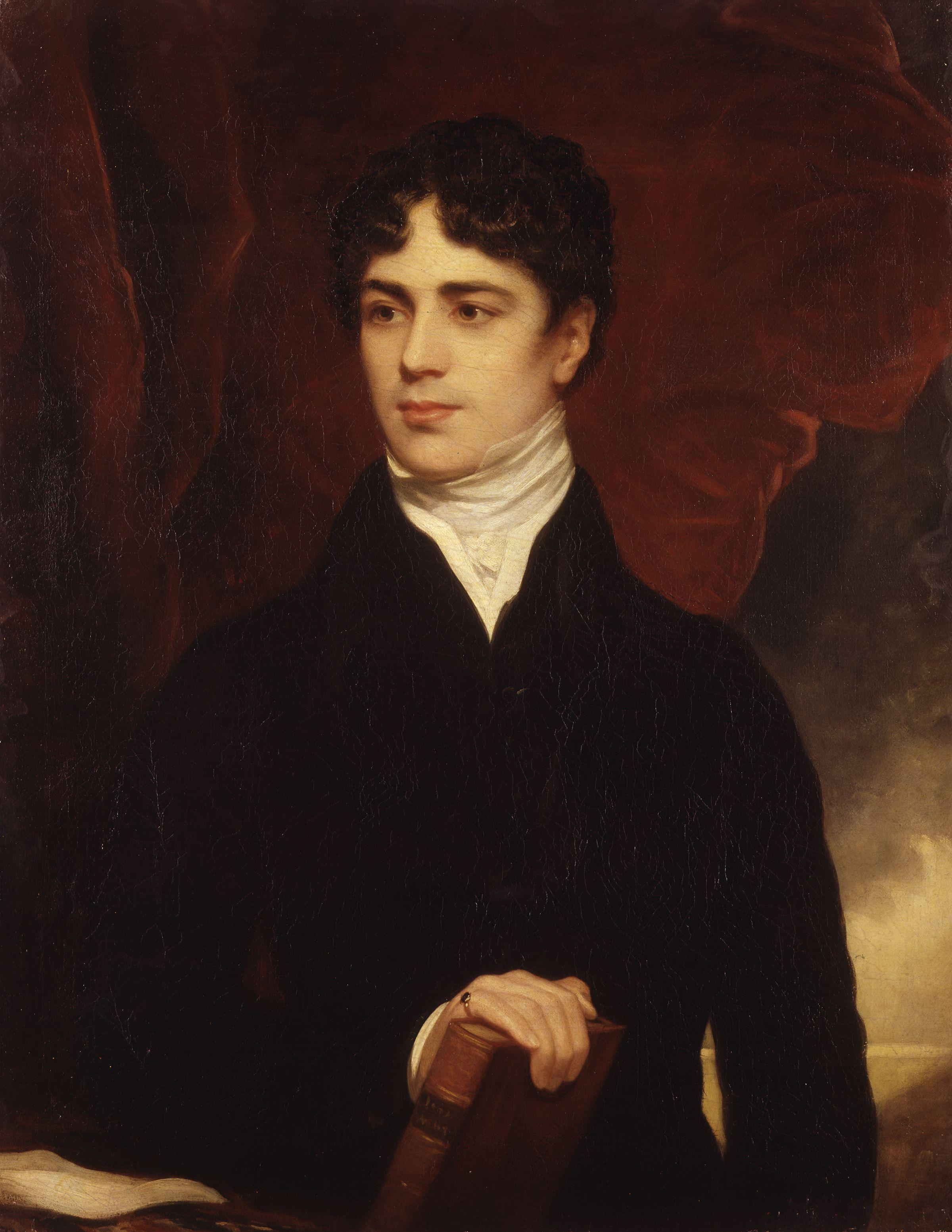
Lord Durham, envoyé au Canada pour proposer des solutions aux récentes insurrections.
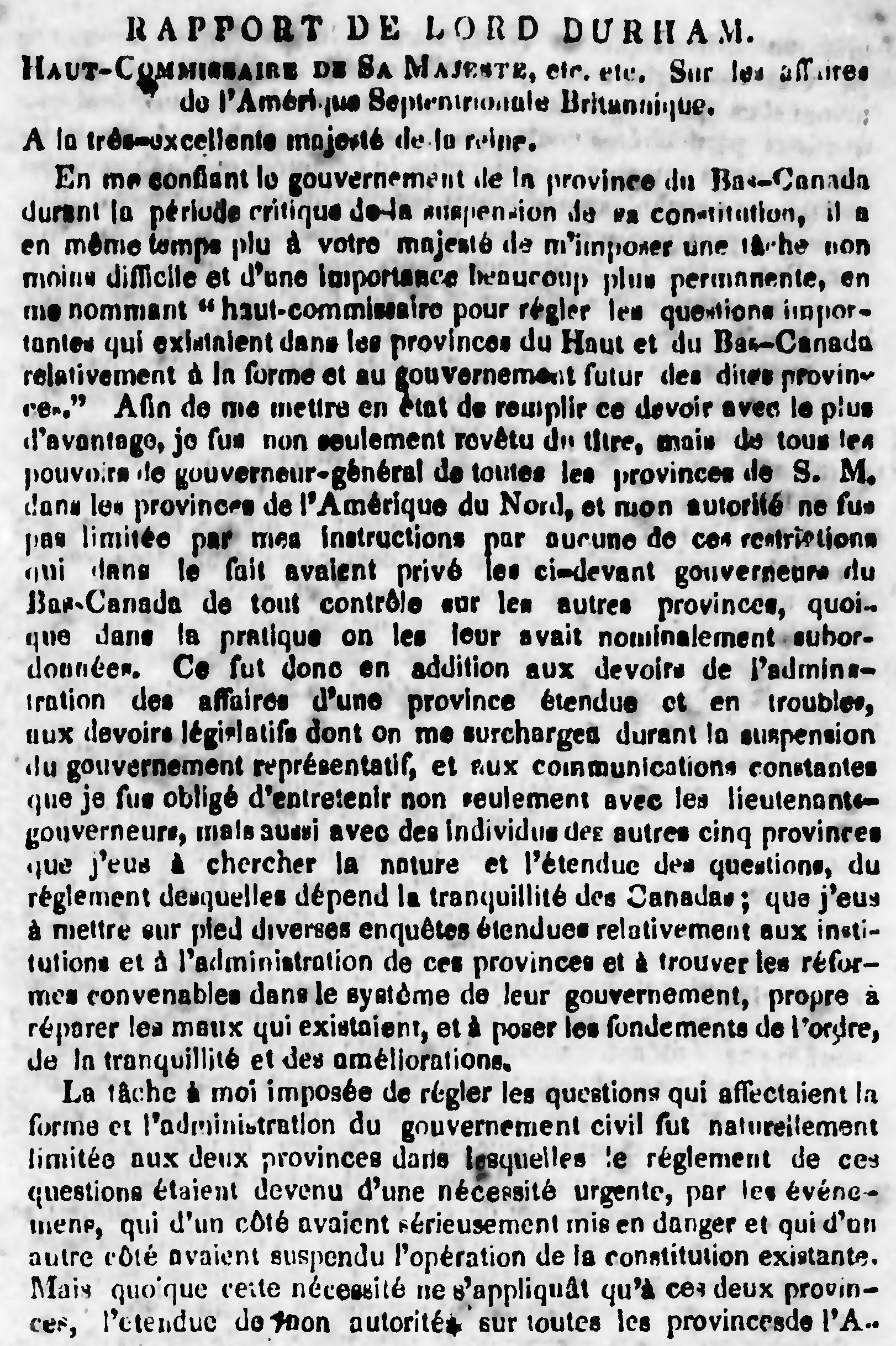
Le  rapport de Lord Durham, qui créa de nombreux remous en prônant l'annexion des deux Canadas pour arriver à l'assimilation des Canadiens-français.
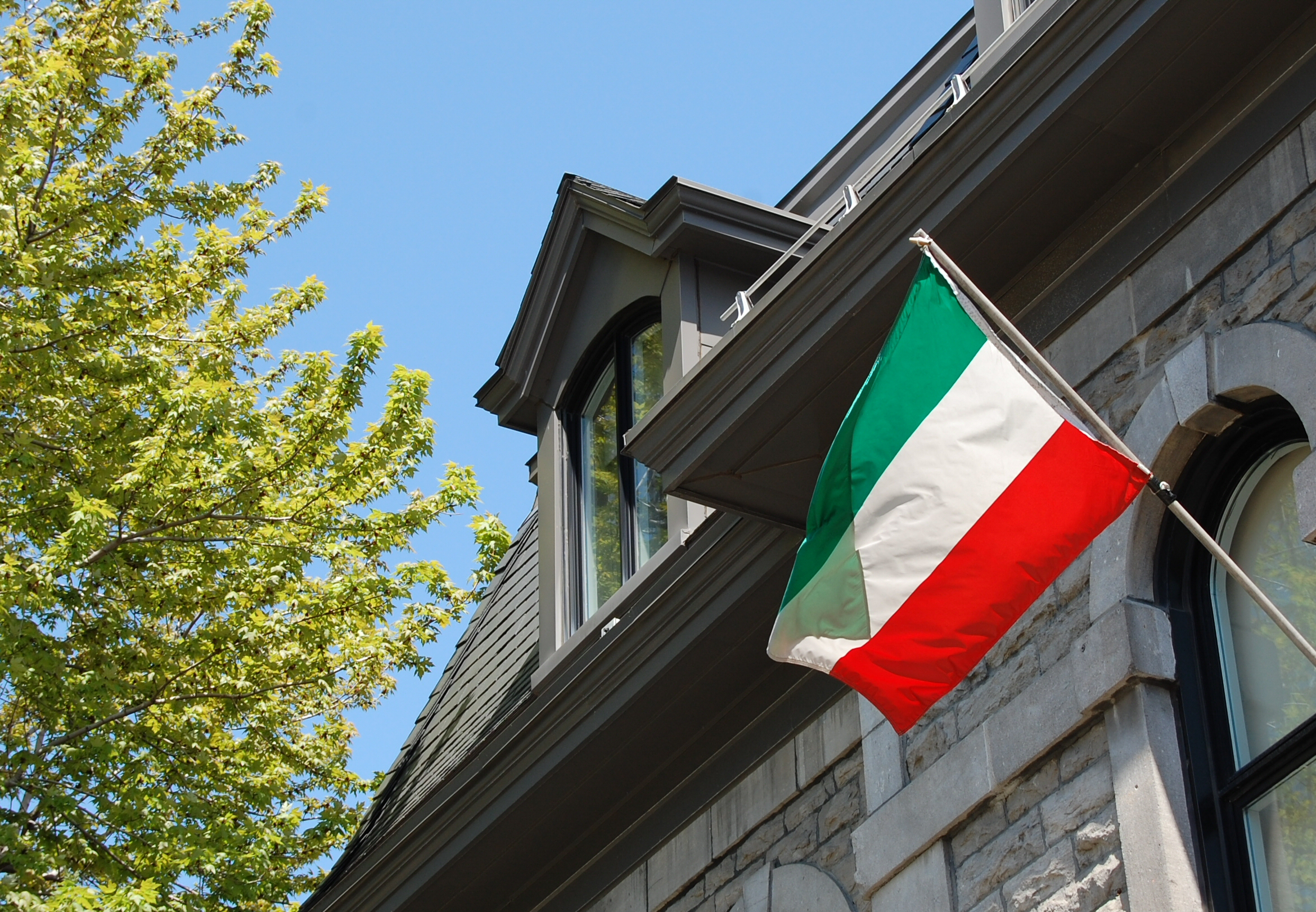
Le tricolore patriote, drapeau de la République du Bas-Canada.

### Exil aux États-Unis

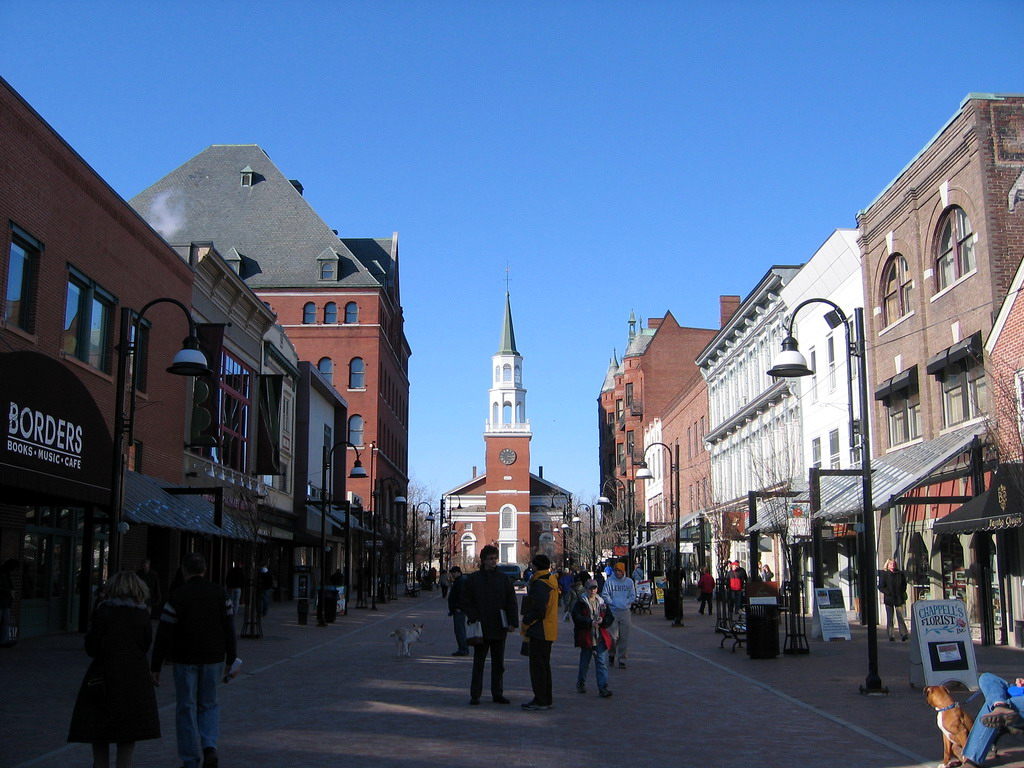
Burlington, au Vermont.

Une fois les soulèvements écrasés, Duvernay vit de graves difficultés matérielles aux États-Unis. Il peine à survivre dans le nouveau contexte américain, comme la plupart des autres patriotes en exil. Afin de survivre, il tente de se faire payer de vieilles créances qui lui étaient dues dans la colonie, tentative qui remporte un faible succès.

#### Situation familiale
Duvernay est coupé de sa famille pendant le début de son exil aux États-Unis. Sa femme et ses six enfants sont réfugiés à Rivière-du-Loup-en-haut, près de Louiseville.
Les enfants de la famille Duvernay sont frappés par la maladie pendant l'exil, ce qui renforce le caractère pénible de l'éloignement. Ludger est lui-même affecté par des maux de santé qui sont probablement dus à une consommation excessive d'alcool, tendance qu'il avait déjà à Montréal, mais se renforça aux États-Unis.

#### Duvernay et la fondation desFrères chasseurs
L'exil forçat un clivage politique entre les Patriotes modérés et radicaux.
Papineau et O'Callaghan se montraient beaucoup plus modérés que Nelson, qui veut reprendre la lutte. Cette tension se manifesta dans la création d'une société secrète des Frères chasseurs, qui visait à organiser des cellules militaires afin de reprendre la lutte contre les Britanniques.
La société était organisée de manière absolument secrète avec des grades rigides et une hiérarchie stricte. Le caractère secret de l'organisation rend difficile d'estimer le rôle qui joua Duvernay. Alors que certains le voient comme chef de file de l'organisation, il n'était pas présent lors de l'organisation de la seconde insurrection. Autre fait allant à l'encontre de cette hypothèse, il joua souvent l'interlocuteur entre les deux tendances principales du mouvement patriote en exil, soit la modération et l'attente d'un soutien des Américains et la mise en place guerre d'escarmouches.

#### Duvernay et la religion en exil

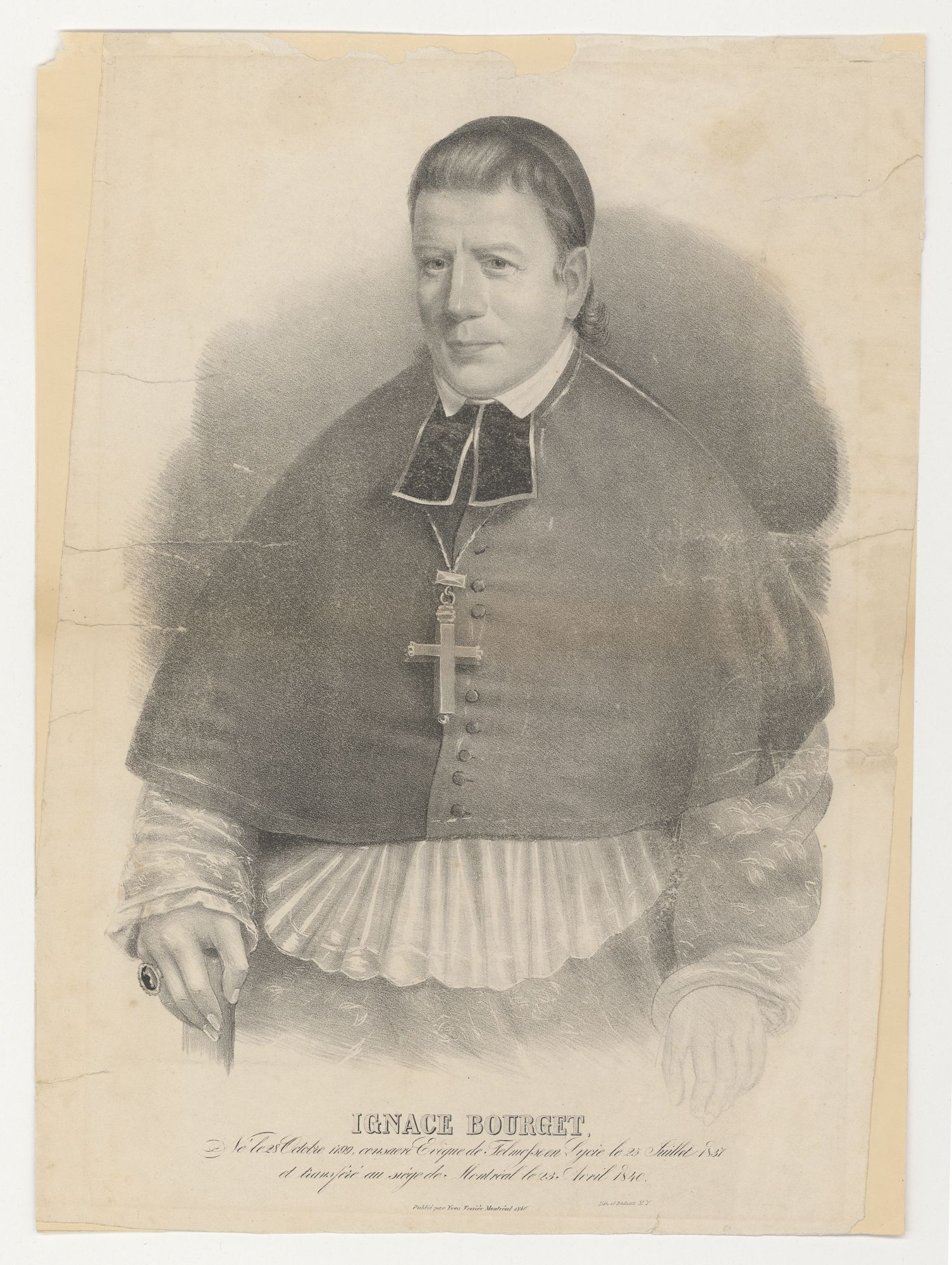
Mgr. Ignace Bourget visite Ludger Duvernay alors qu'il est de passage aux États-Unis.

L'exil de Duvernay révèle l'importance qu'occupait la foi et le sentiment religieux chez-lui. Alors qu'une bonne part des patriotes étaient clairement anti-cléricaux, Duvernay adoptait une position plus nuancée sur la question. Il avait comme point de vue prédominant que l'Église avait un rôle et une utilité sur un plan social tout comme elle pouvait procurer un certain réconfort sur le plan individuel. Une lettre d'Ignace Bourget, qui avait visité le patriote à Burlington, témoigne du zèle avec lequel lequel Ludger pratiquait le religion, en plus d'être choriste à l'église de Burlington. Il reçut également la visite de Charles-Auguste-Marie-Joseph de Forbin-Janson, qui lui rendit visiste en octobre 1841.
Il s'impliqua également dans une assemblée de Canadiens-français réunis à Burlington dans l'espoir d'y faire construire une église catholique, démontrant l'importance que le culte avait pour lui.

#### Publication du Patriote Canadien
Devant l'impossibilité de rentrer au pays et après avoir rencontré le président de la République du Haut-Canada, William Lyon Makenzie, lors d'un voyage à New-York, Duvernay lance l'idée de publier un journal en français aux États-Unis.
Après avoir acquis des caractères d'imprimerie à New-York, Duvernay installe son nouvel atelier d'imprimerie dans la ville de Burlington, au Vermont. Il fait paraitre un premier numéro du Patriote Canadien, premier journal de langue française publié aux États-Unis. La devise du journal était « L'union fait la force » et Duvernay voulait lui donner un caractère politique, historique, littéraire et industriel.

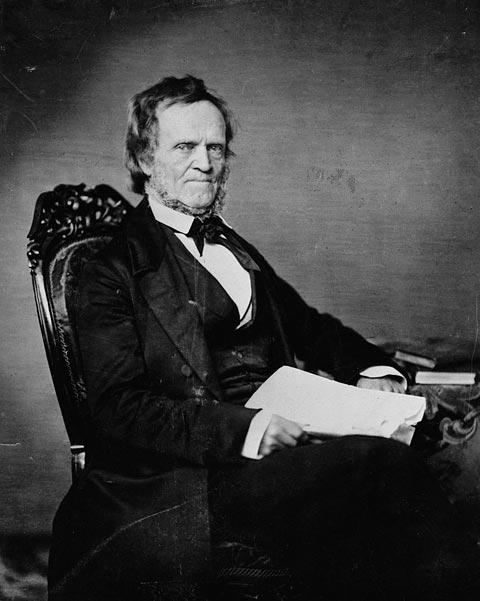
William Lyon Mackenzie, président de la République du Haut-Canada et grand-père de William Lyon Mackenzie King, qui sera ensuite premier ministre du Canada.

Le journal disparaît rapidement de la circulation en raison de son faible nombre d'abonnés. Le gouvernement colonial en avait interdit l'exportation au Bas-Canada et Duvernay était donc limité à vendre des copies aux réfugiés canadiens qui accueillaient sa publication avec beaucoup d'enthousiasme. L'enthousiasme des patriotes réfugiés n'est pas suffisante pour garder l'entreprise viable et Duvernay doit se résigner à fermer le journal dès janvier 1840.

#### Fin d'exil et retour à Montréal en 1842
Les difficultés financières minent le moral de Duvernay qui, en plus, doit pourvoir aux besoins de sa famille en exil. Devant la faiblesse du sentiment révolutionnaire au Bas-Canada où, malgré des espoirs initiaux provoqués par l'arrivée de Lord Durham, de nombreux patriotes comme George-Étienne Cartier se rangeront dans le compromis; Ludger Duvernay soupèse ses options.
À bout de ressources financières et se trouvant devant un cul-de-sac professionnel, il fait un premier voyage de reconnaissance professionnelle à Montréal où Louis-Hippolyte Lafontaine, chef de file des réformistes, l'invite à relancer La Minerve pour doter les réformistes d'un véritable organe de presse.
Duvernay revient donc à Montréal en mars 1842 pour relancer l'impression de La Minerve, le journal qu'il avait laissé en 1837, avec tant d'autres choses.

### Duvernay et les nouvelle circonstances politiques: l'Acte d'Union

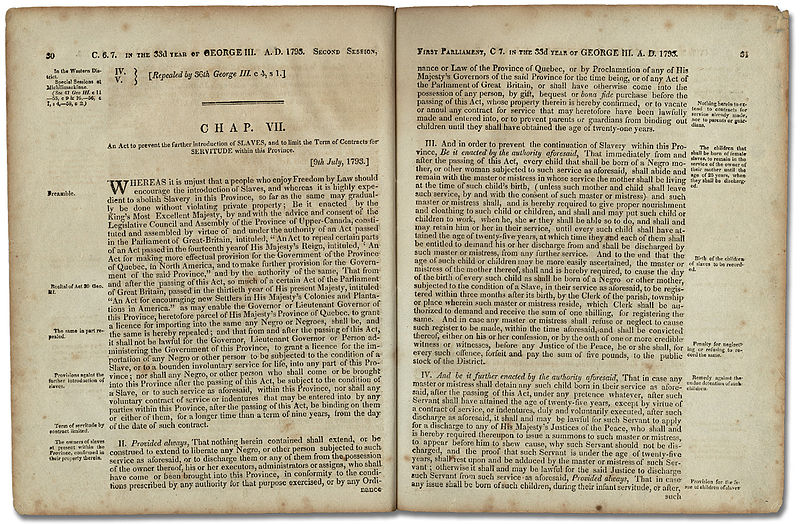
Un passage de l'Acte d'Union 1840).

Malgré l’exil aux États-Unis et un retour final à Montréal uniquement en 1842, Ludger Duvernay avait tout de même eu l'occasion d'observer la mise en place de l'Acte d'Union entre le Bas-Canada et le Haut-Canada, qui devinrent le Canada-Uni.
Bien que Duvernay s'opposât à la mise en place de l'Union depuis Burlington et son exil, il n'eut pas d'autres options que d'adopter une position modérée à son retour au Canada, alors que la plupart des anciens patriotes avaient eux aussi adopté des positions conciliatrices face à la nouvelle Constitution et l'ancien gouvernement.
Son retour marquait son appui tacite au parti des réformistes dirigé par Louis-Hippolyte La Fontaine. L'ancien patriote dirigeait maintenant un parti prêt à négocier avec les représentants libéraux du Haut-Canada afin d'obtenir la reconnaissance du principe de responsabilité ministérielle.

#### Retour de La Minerve
Duvernay reprend les rênes de son ancienne publication, La Minerve. En quelques années seulement, il comblera le trou laissé par l'arrêt de la publication du journal qui deviendra à nouveau le plus important périodique de langue française au Canada.
Duvernay ne publie plus de livres à son retour à Montréal, et ce, bien qu'il eût été le plus grand éditeur du Canada avant les rébellions. Il est probable que la précarité matérielle qui avait suivi son exil l'en empêcha, d'autant plus que la concurrence des éditeurs anglophones se faisait de plus en plus forte.

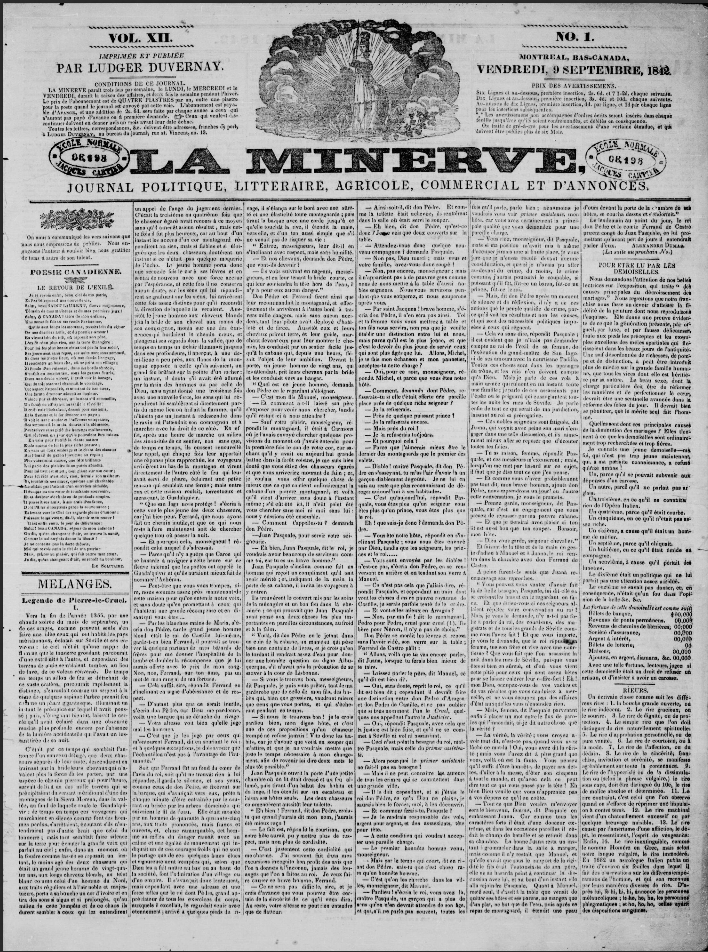
Premier numéro de La Minerve à la suite du retour de Duvernay à Montréal, ce qui l'inscription Vol.I confirme.

Le 9 septembre 1842, le premier numéro de la nouvelle Minerve est publié par Ludger Duvernay. Dans les premiers temps de la nouvelle publication, Duvernay dénonce l'Acte d'Union et le problème de représentation qu'il occasionne.

#### Organisation de la Société Saint-Jean-Baptiste de Montréal
En 1843, un groupe de Montréalais demandent à Duvernay de relancer la Société Saint-Jean-Baptiste, et ce, même s'il n'y a pas de trace de l'organisation de cette même société auparavant. Duvernay en devint le commissaire ordonnateur, donc organisateur principal, il devait s'occuper des affaires courantes de la Société. Un grand nombre de notables canadiens se greffèrent à l'organisation qui resta proche du nouveau parti réformiste de La Fontaine. Denis-Benjamin Viger en devint le premier président, lui qui s'était rangé du côté des Réformistes, démontrant bien la nouvelle orientation modérée de l'organisation.
Lors du premier banquet de la Saint-Jean-Baptiste de l'organisation, le président osa même un toast en faveur du gouverneur Sir Charles Metcalfe, ce qui était inédit et démontrait le caractère conciliatoire envers les autorités britanniques, causé par les rébellions.
Le caractère conciliant de l'organisation mena à une certaine division au sein de sa base. De jeunes radicaux étaient mécontents et restaient politiquement alignés à la pensée de Papineau, qui refusait encore l'Union, ce qui mena à la mise sur pied de l'Institut canadien, organisation concurrente voulant promouvoir le libéralisme politique.

### Duvernay dans la querelle des Rouges et des Réformistes

#### Duvernay au service des Réformistes, non pas sans difficultés
Ludger Duvernay défend de nouvelles positions dans La Minerve, à son retour des États-Unis. Comme il avait été au service des patriotes pendant les Rébellions, il est maintenant au service des Réformistes, mais non pas sans difficultés, lui qui avait l'habitude de se ranger auprès des éléments plus radicaux du parti.
Dans le nouveau contexte, Duvernay appuie les revendications des Réformistes, notamment et d'abord la question de la responsabilité ministérielle, à travers la nouvelle Minerve.

#### Divorce avec Papineau
Si Ludger Duvernay avait été politiquement près de Papineau avant et lors des rébellions, alors que ce dernier était la tête de proue des Patriotes, il s'éloignera considérablement de ses positions après l'Acte d'Union. La nouvelle position de Duvernay comme imprimeur de la nouvelle Minerve, un journal fidèle aux réformistes de Lafontaine le forçant à rompre ses liens idéologiques avec Papineau, qui était le maître à penser des jeunes Rouges et de l'Institut canadien. Duvernay était devenu plus conciliant face au pouvoir britannique et n'approuvait plus directement le radicalisme de l'ancien chef patriote, bien qu'il conservait un grand respect pour lui.

#### La question de l'annexionnisme

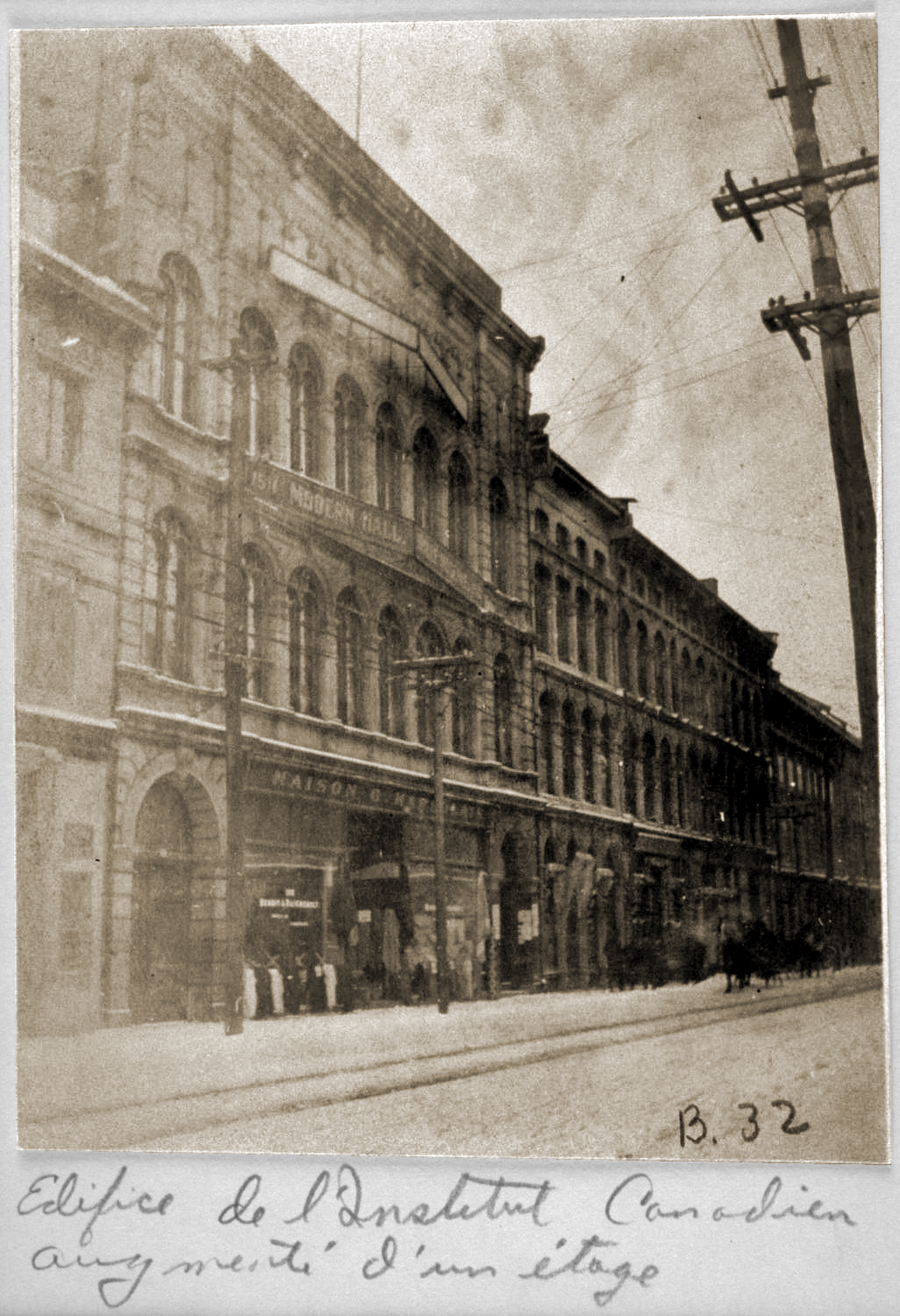
Institut Canadien de Montréal (entre 1870 et 1920). Photo d'E.Z. Massicotte.

Duvernay appréciait et admirait les États-Unis, où il venait de passer de longs moins d'exil politique. Il n'avait jamais été tellement directement opposé à la possibilité d'une annexion de la Province du Canada aux États-Unis, une position que prônaient en partie les rouges, appuyés par Louis-Joseph Papineau. Le journal rival de Duvernay, l'Avenir, prônait lui aussi l'annexion aux États-Unis.
L'imprimeur se voyait dans une position bien difficile. Il lui était impossible de dire qu'il était lui-même plutôt favorable à l'annexion, en raison des liens qui le liaient aux modérés et Louis-Hippolyte La Fontaine, qui appuyaient La Minerve. Duvernay se résigna à renier l'annexionnisme, bien qu'il continuât de publier des articles traitant de la prospérité des États-Unis.

##### Affaires judiciaires et deuxième duel
L'âge et le retour au Canada ne firent rien pour calmer Ludger Duvernay, qui avait un caractère tout aussi bouillant qu'à l'époque des rébellions.
Acceptant mal que les contrats gouvernementaux soient distribués à son concurrent Joseph-Guillaume Barthe et son journal, L'Aurore des Canadas, il convoqua ce dernier en duel le 25 juillet 1844 et, un an plus tard, en 1845, il passera quatre jours en prison pour avoir frappé son adversaire à l'aide d'un bâton.
Il accusa également le journaliste rouge Louis-Antoine Dessaulles d'être athée, une accusation qu'il n'arriva pas à soutenir et le forcera à payer une amende 100 louis en dommages et intérêts à ce dernier.

### Dernières années et décès
Dans les dernières années de sa vie, Duvernay continua à occuper le poste de commissaire-ordonnateur - l'équivalent du poste de directeur-général - à la Société Saint-Jean-Baptiste qu'il avait fondé. Il fut élu président de la société en 1851, un poste d'abord symbolique, qui visait à célébrer le travail d'un éminent Canadien. Au même moment, son fils Napoléon Duvernay devient commissaire-ordonnateur de la société.
La maladie commence à l'accabler de manière plus sérieuse à partir de l'année 1852. Le 19 novembre, La Minerve annonçait devoir diminuer la fréquence de ses publications en raison des absence de Duvernay, qui décéda seulement neuf jours plus tard, le 28 novembre 1852, à l'âge de 52 ans.
Les funérailles de Ludger Duvernay furent payées et organisées par la Société Saint-Jean-Baptiste. Mgr. Bourget, alors évêque de Montréal, officia la cérémonie religieuse. Les  querelles politiques se chargèrent de décider qui assisterait aux funérailles de Duvernay et qui les éviterait. Louis-Hippolyte Lafontaine, Édouard-Raymond Fabre et Romuald Trudeau agirent comme porteurs du  cercueil. À cet égard, Louis-Joseph Papineau n'assista pas aux obsèques, toujours fâché d'avoir été écarté par Duvernay, qui fut pourtant un de ses plus fidèles disciples du temps des rébellions.

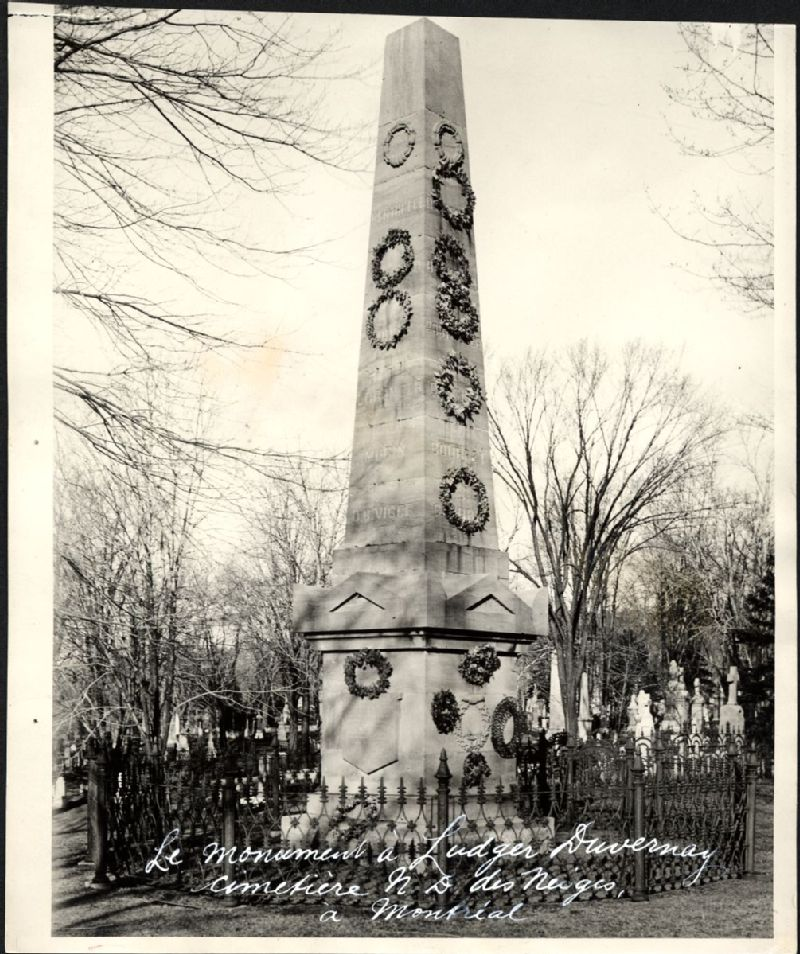
Monument funéraire de Ludger Duvernay au Cimetière Notre-dame-des-neiges.
Source : Edgar Gariépy - BANQ (cote : P1000,S4,D19,P116)

Un grand monument funéraire a été érigé par la Société Saint-Jean-Baptiste en sa mémoire au Cimetière Notre-Dame-des-Neiges.

## Postérité
De nombreux lieux publics sont nommés en l'honneur de Ludger Duvernay : 

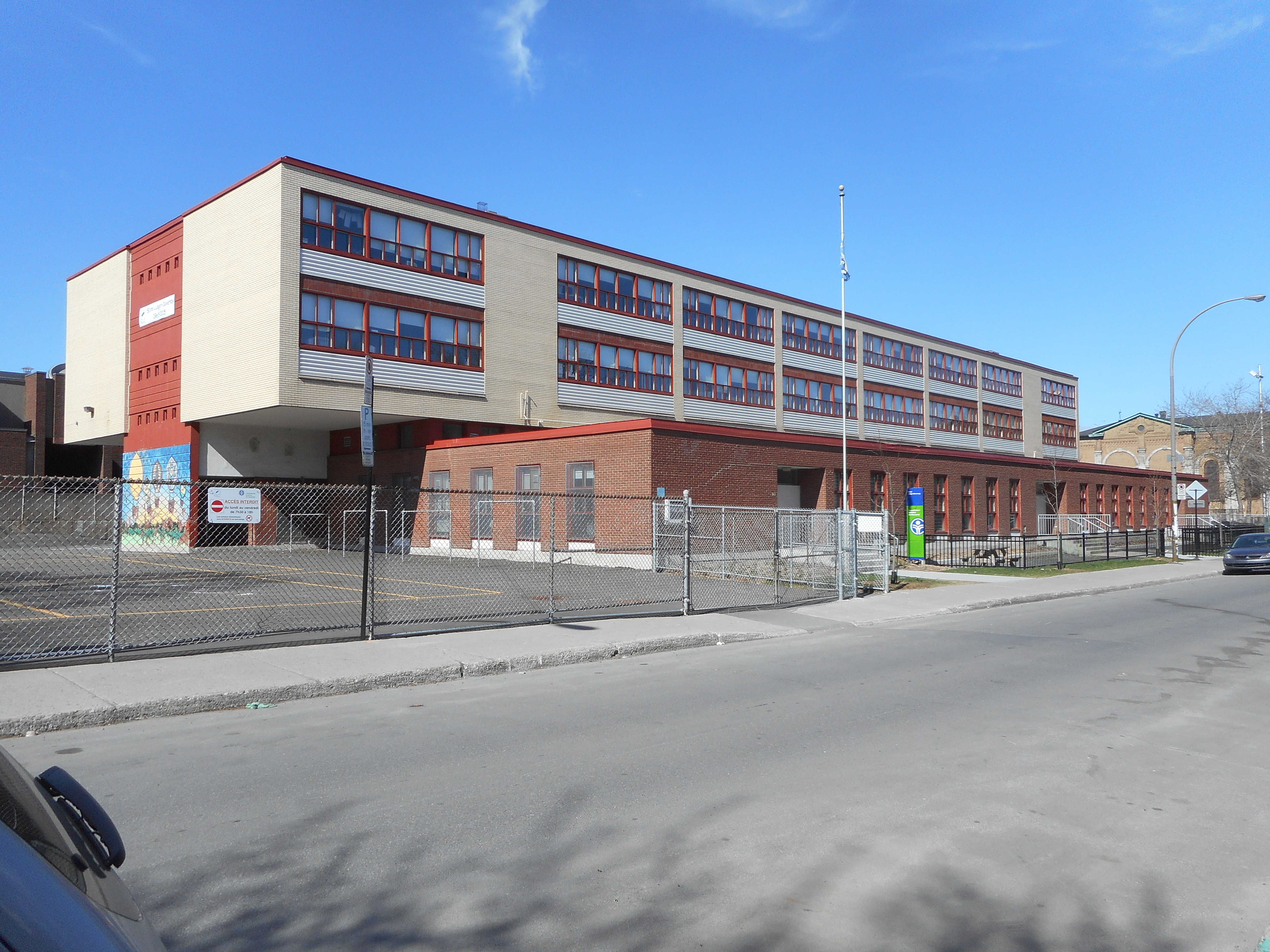
École Ludger-Duvernay à Montréal.

- Le secteur Duvernay de la Ville de Laval.
- Parc de la Terrasse Duvernay, Sorel-Tracy.
- Le secteur résidentiel Terrasse Duvernay, Trois-Rivières.
- Parc Ludger-Duvernay, Montréal.
- Parc Luger-Duvernay, Saint-Jérôme.

En plus de lieux publics, des rues Duvernay (ou Ludger Duvernay) se retrouvent dans les villes de : Montréal, Trois-Rivières, Québec, Chambly, Berthierville, Beleoil, Saint-Hyacinthe, Verchères, Sorel-Tracy, Granby, Lachute, Rouyn-Noranda et de nombreuses autres municipalités.
Le siège social de la Société Saint-Jean-Baptiste de Montréal se nomme la maison Ludger Duvernay en l'honneur de son fondateur.

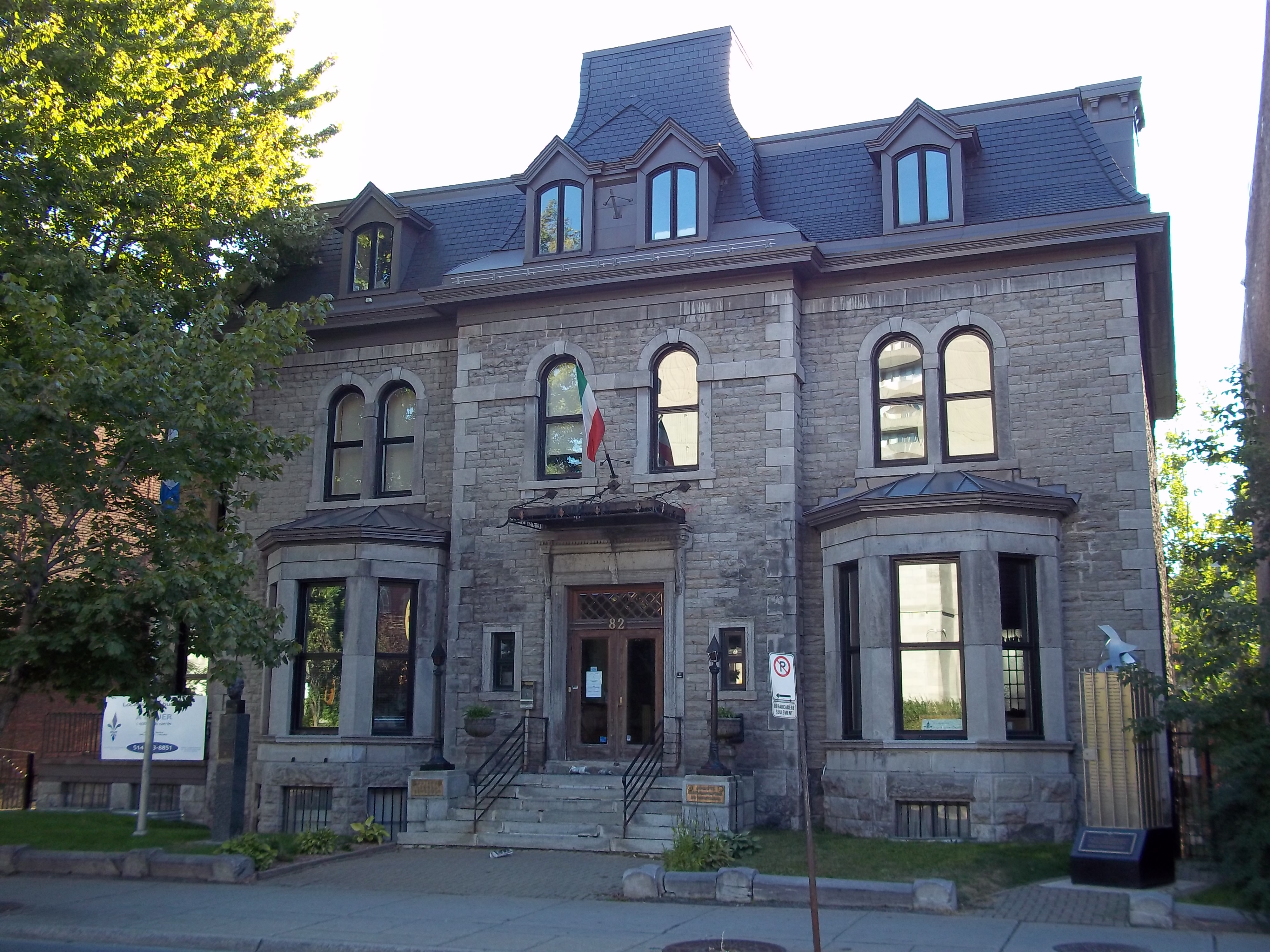
Maison-Ludger-Duvernay, siège social de la Société Sainte-Jean-Baptiste.

Un auditorium de l'Université du Québec à Trois-Rivières est également nommé en l'honneur de Ludger Duvernay.
La salle de spectacle principale de l'École nationale de théâtre du Canada, au Monument-National, se nomme la salle Ludger Duvernay.
Un mémorial en l'honneur de Ludger Duvernay se trouve à Verchères, sa ville de naissance.
Des écoles sont nommées en l'honneur de Ludger Duvernay à Montréal et Verchères.

## Chronologie

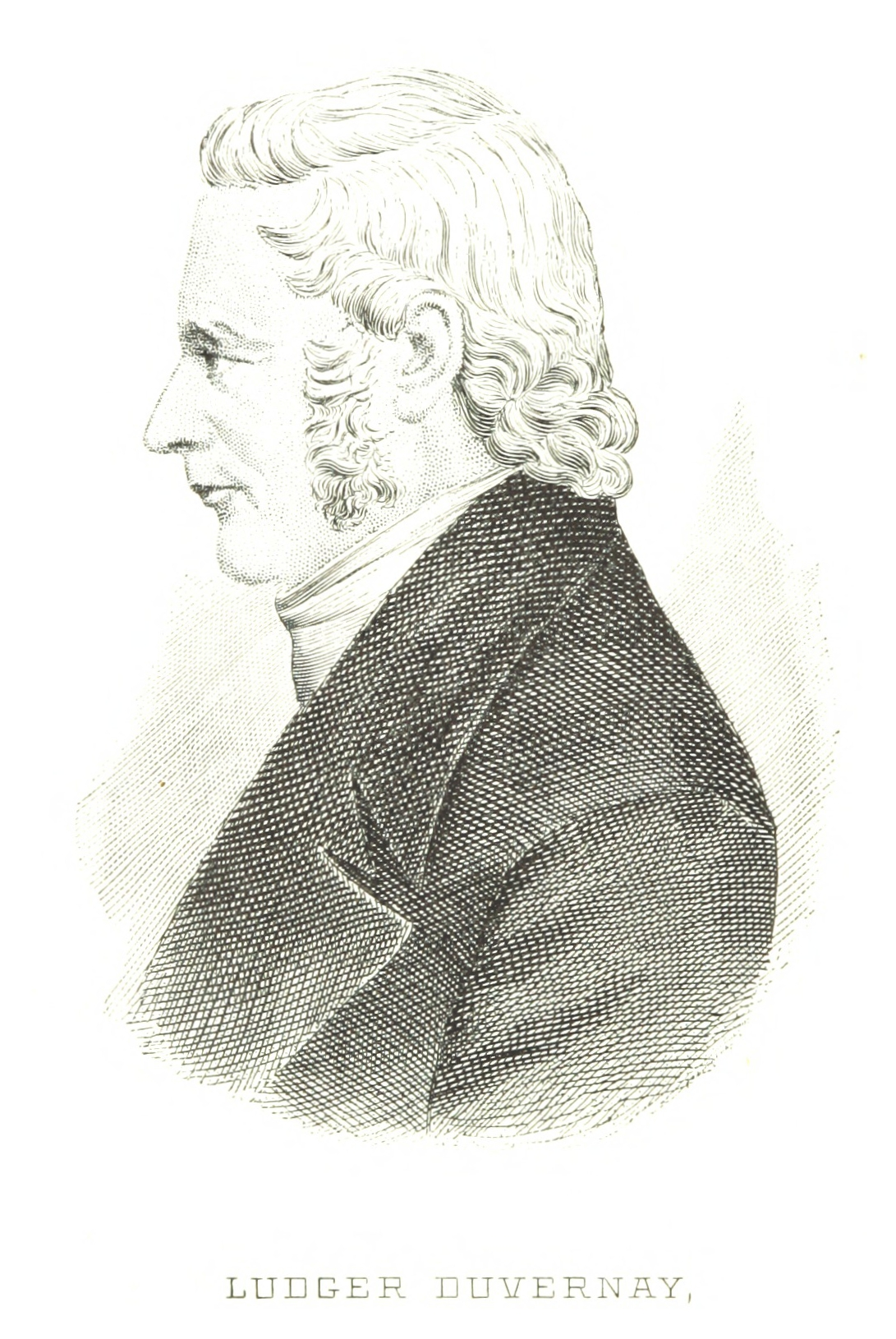
Duvernay tel qu'illustré dans le volume 5 de lHistoire des Canadiens-Français. 1608-1880 (1882).

- 1799 - Le 22 janvier, naissance de Ludger Duvernay à Verchères, Bas-Canada.
- 1813 - Il est choisi comme apprenti chez Charles-Bernard Pasteur, imprimeur du journal Le Spectateur de Montréal.
- 1815 - Il termine son apprentissage et est embauché par Le Spectateur.
- 1817 - Il ouvre sa propre imprimerie à Trois-Rivières.
- 1817 - Le 12 août, il fait paraître la première édition de l'hebdomadaire La Gazette des Trois-Rivières, premier journal bas-canadien à paraître en dehors de villes de Québec et de Montréal.
- 1819 - Il est inspecteur du service des incendies jusqu'en 1826.
- 1820 - En septembre, parution du premier numéro de L'Ami de la religion et du roi, un mensuel religieux dirigé par le curé de Trois-Rivières, Louis-Marie Cadieux.
- 1823 - Le 11 mars, il fait paraître le premier numéro du journal Le Constitutionnel.
- 1826 - En août, il fait paraître un « journal électorique », L'Argus que rédigent les frères Dominique et Charles-Elzéar Mondelet le temps d'une élection complémentaire.
- 1826 - En décembre, le Canadian Spectator lui offre le poste d'éditeur qu'il accepte.
- 1827 - En janvier, il est de retour à Montréal.
- 1827 - Le 18 janvier, il fait l'acquisition du journal La Minerve.
- 1828 - Le 18 décembre, il est accusé de diffamation, arrêté et emprisonné en même temps que Jocelyn Waller.
- 1828 - En décembre, décès de Jocelyn Waller, rédacteur en chef du Canadian Spectator et âme du journal.
- 1829 - En février, le Canadian Spectator cesse de paraître.
- 1829 - En août, il achète l'imprimerie de James Lane.
- 1832 - En janvier, il est de nouveau accusé de diffamation, arrêté et jeté en prison, cette fois aux côtés de Daniel Tracey, éditeur du journal The Vindicator.
- 1833 - En février, il est candidat à l'élection dans la circonscription de Rouville, mais c'est François Rainville qui remporte la pluralité des votes.
- 1834 - En mars, il est élu président de la Société Aide-toi, le Ciel t’aidera.
- 1834 - Le 24 juin, il organise la tenue d'un grand banquet patriotique dans le jardin de l'avocat Jean-François-Marie-Joseph MacDonell, le jour de la fête traditionnelle de la Saint-Jean-Baptiste, qui devient la fête nationale des Canadiens d'expression française.
- 1836 - En septembre, il est condamné à 30 jours de prison pour outrage au tribunal, encore une fois pour un texte paru dans La Minerve.
- 1836 - Le 5 avril, il se bat en duel contre Clément-Charles Sabrevois de Bleury et se fait tirer une balle dans le genou droit.
- 1837 - Le 26 mai, il est élu député de la circonscription de Lachenaie sans opposition.
- 1837 - Le 16 novembre, Gosford fait émettre des mandats d'arrestation contre Duvernay et 25 autres chefs patriotes.
- 1837 - Le 6 décembre, il participe à la bataille de Moore's Corner en tant qu'officier.
- 1837 - Après la défaite du 6 décembre, il se réfugie aux États-Unis.
- 1839 - Fondation du journal le Patriote Canadien, fondé à Burlington.
- 1842 - Retour à Montréal.
- 1842 - Publication de la nouvelle Minerve.
- 1852 - Le 28 novembre, il décède à Montréal.

## Ouvrages
- « Liste des journaux publiés dans le Bas-Canada depuis 1764 », dans La Canadienne, Montréal, 22 octobre 1840 : 3–4

## Journaux, revues
- Gazette des Trois-Rivières, Trois-Rivières, 1817-1819
- L'Ami de la religion et du roi, Trois-Rivières, 1820
- Le Constitutionnel, Trois-Rivières, 1823
- L'Argus, Trois-Rivières, 1826-1828
- Canadian Spectator, Montréal 1822-1829
- La Minerve, Montréal, 1826-1837 et 1842-1899
- Le Guide du cultivateur, ou Nouvel almanac de la température pour chaque jour de l'année, Montréal, 1830-1833
- Le Patriote canadien, Montréal, 1839
- La Revue canadienne, Montréal, 1845-1848

## Annexe